# Mausoleum des Theoderich

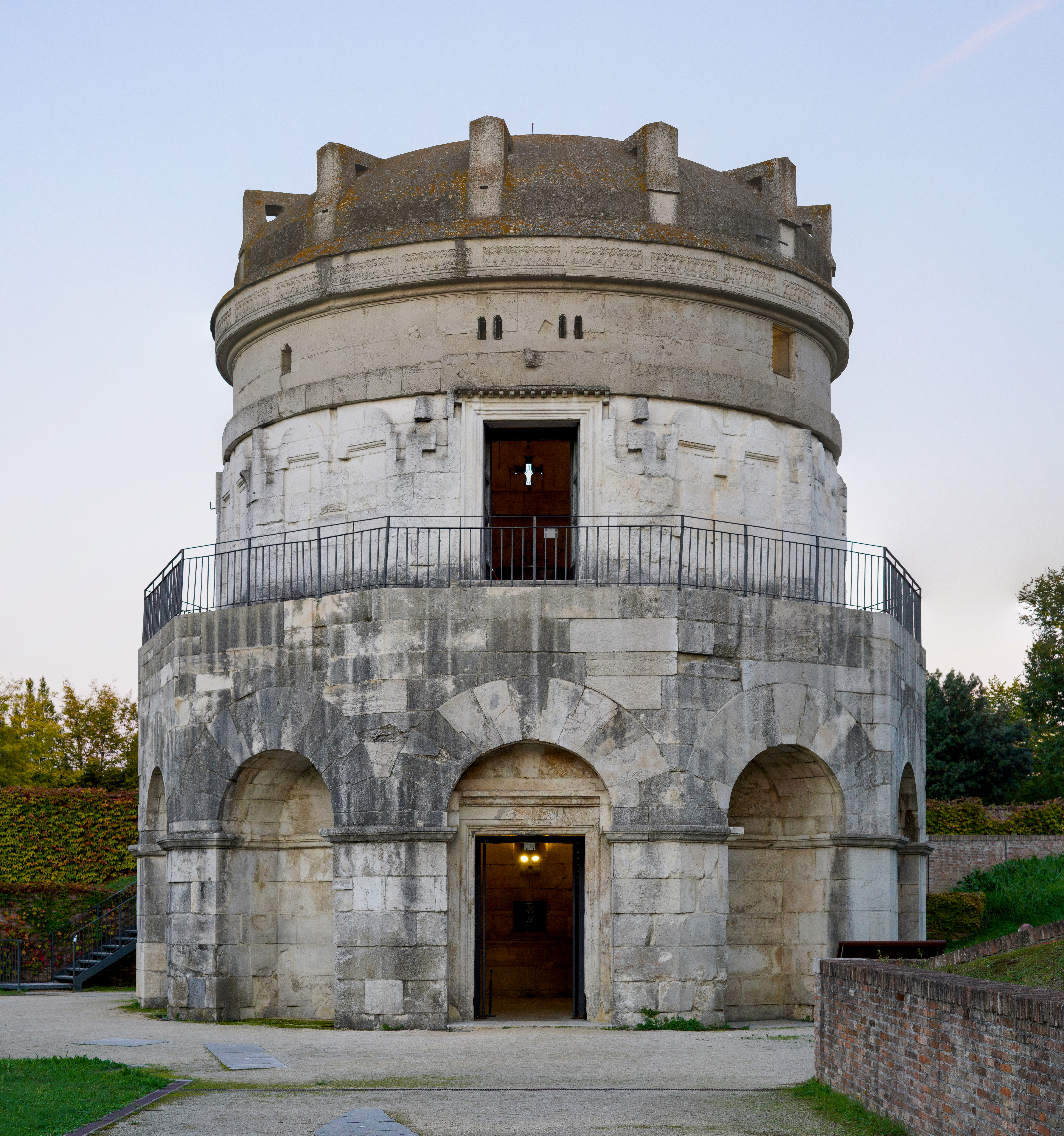
Westseite des Mausoleums des Theoderich im Theoderich-Park (Parco di Teodorico) von Ravenna.

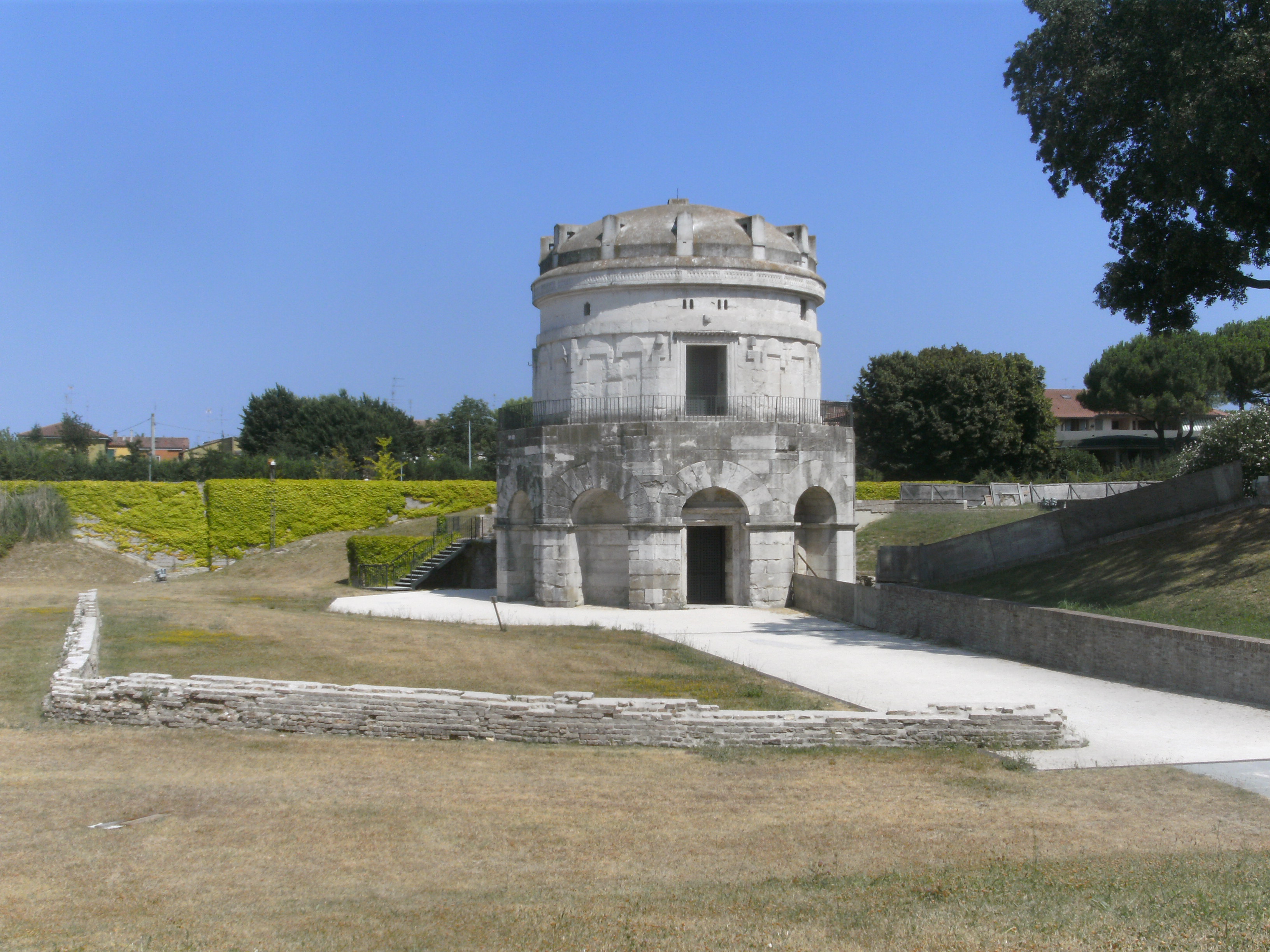
Übersicht der Anlage des Theoderich-Parks (Parco di Teodorico) von Ravenna.

Das Mausoleum des Theoderich in Ravenna ist die Grablege des ostgotischen Königs Theoderich, genannt der Große. Das ungewöhnliche Bauwerk, das Theoderich der Große im 6. Jahrhundert vermutlich für sich und die engsten Vertrauten seines Hofstaats hatte errichten lassen, gilt als herausragendste Bauleistung der Ostgoten in Italien.

## Forschungsgeschichte
Die bis heute wohl umfangreichsten Informationssammlungen zur Baugeschichte des Mausoleums Theoderichs des Großen haben Robert Heidenreich und Heinz Johannes sowie Giuseppe Bovini veröffentlicht. Eine Übersicht des Forschungsstandes bis 1928, in der unter anderem die unterschiedlichen Rekonstruktionsvorschläge von Durm, Schulz und Haupt diskutiert werden, wurde von Jänecke publiziert. Auf diese Darstellungen wird im Folgenden hauptsächlich zurückgegriffen.

## Geschichte
In dem lateinischen Text Anonymus Valesianus wird beschrieben, dass der Gotenkönig „noch zu seinen Lebzeiten sich selbst ein aus behauenen Blöcken zusammengefügtes Denkmal errichtete, für dessen Abschluss er einen riesigen Stein suchen ließ.“ Um 520 wurde das Grabmal auf Anweisung Theoderichs, der in Ravenna seinen Hof hatte, als zukünftiges Mausoleum auf dem Friedhof der Goten-Vorstadt errichtet. Es war vor seinem Tod offenbar jedoch noch nicht vollständig fertiggestellt. Der Name des Baumeisters ist nicht überliefert.
Theoderich war dem Glaubensbekenntnis nach ein Arianer. Als 540 die Byzantiner unter General Belisar Ravenna eroberten und damit der orthodox-katholische Klerus dort die Oberhand erhielt, wurden die Spuren Theoderichs und des Arianismus nach Möglichkeit beseitigt. Der Kampagne fiel auch der Sarkophag Theoderichs zum Opfer, der als der eines „fluchwürdigen Ketzers“ (weil Arianer) aus dem Mausoleum entfernt wurde.
Hauptsächlich aufgrund von Überschwemmungen war der Gruftraum des Mausoleums lange Zeit halb verschüttet. Er wurde 1918–1919 wieder ganz freigelegt. Bei den Ausgrabungen traten in der näheren Umgebung des Mausoleums antike Mauerreste und andere Relikte zutage, darunter ein goldverzierter Brustharnisch.

## Architektur

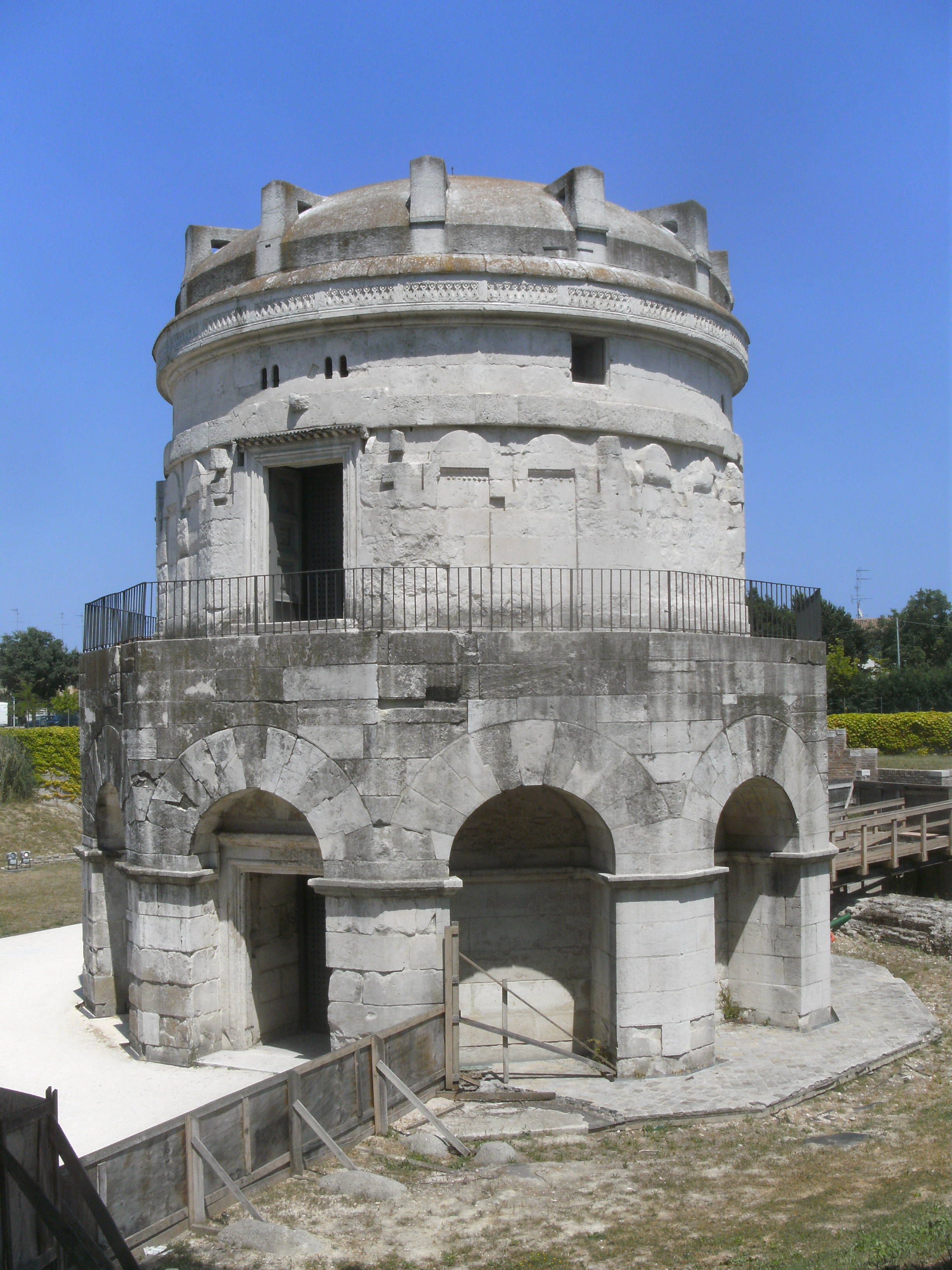
Südwestseite des Grabmals.
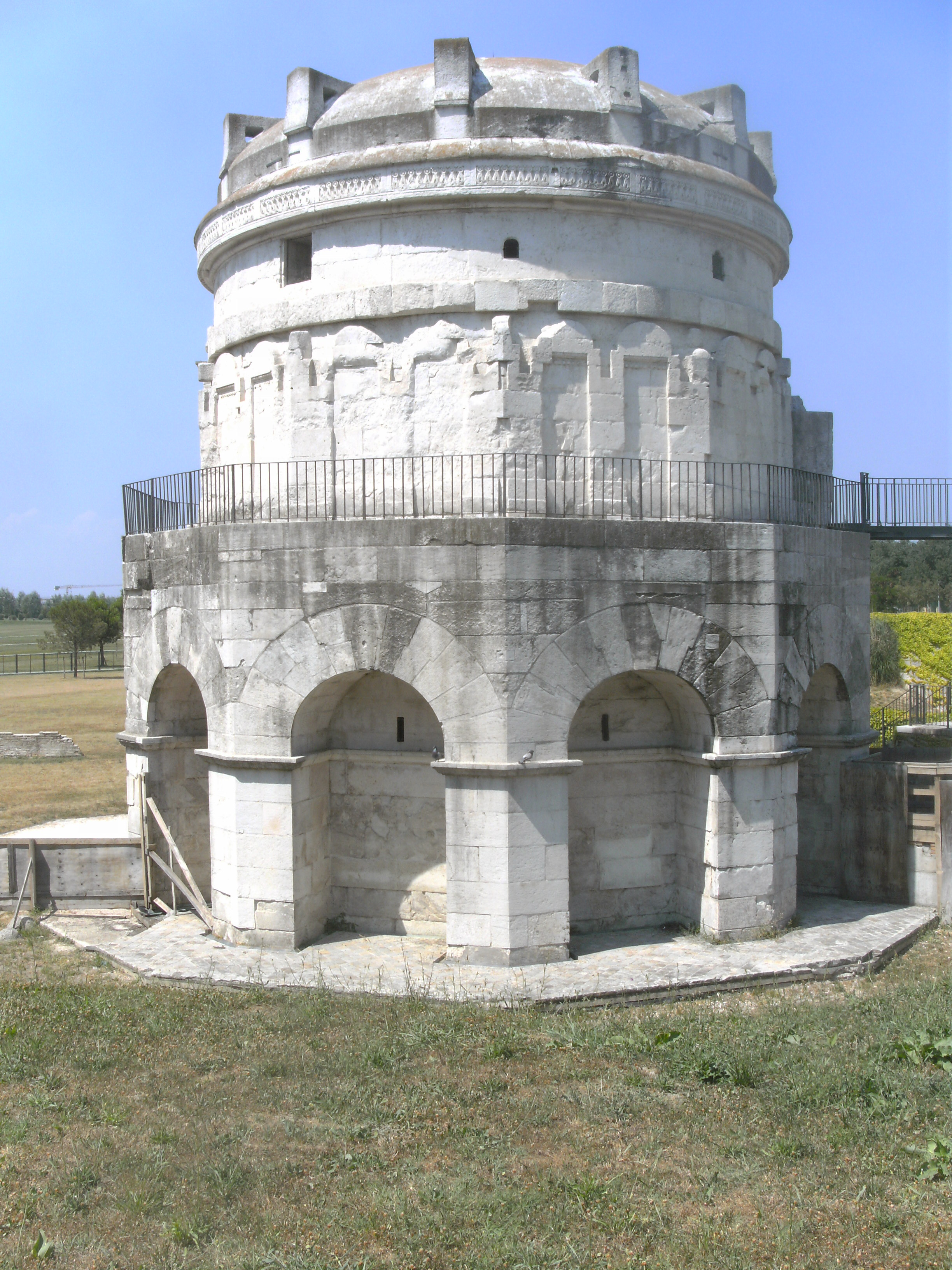
Südseite des Grabmals.
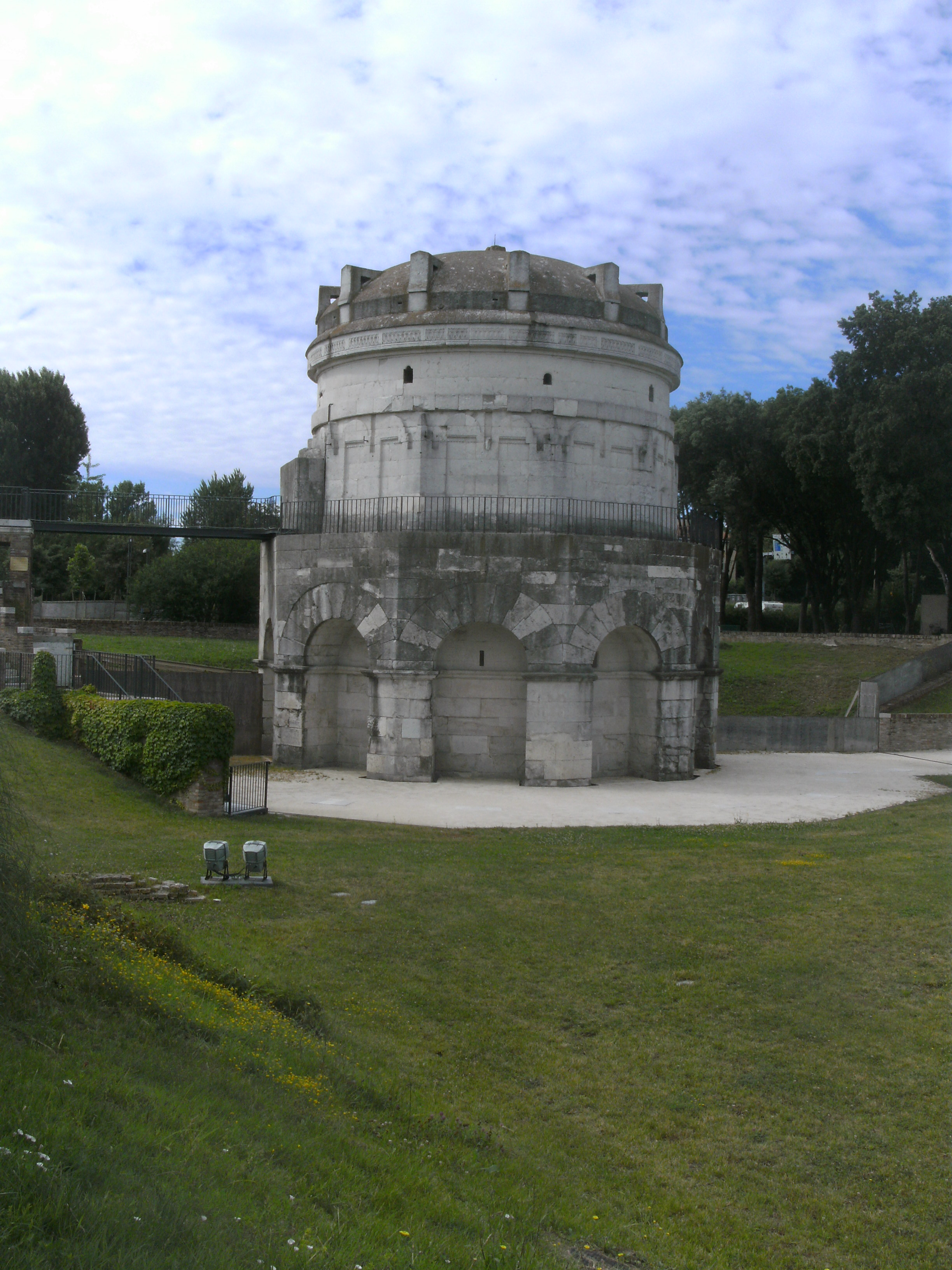
Nordseite des Grabmals.

Das Mausoleum folgt Vorbildern der römischen Architektur, steht zeitlich (inmitten der Völkerwanderung) am Übergang von der Spätantike zur Vorromanik, die besonders im Exarchat von Ravenna auch Parallelen zur zeitgleichen frühen byzantinischen Architektur aufweist. Zugleich stellt das Mausoleum eine bedeutende Eigenleistung der ostgotischen Einwanderer dar. 
Es hat einen zehneckigen symmetrischen Grundriss mit einer Kantenlänge von ca. 4,40 Metern und besteht aus zwei Geschossen. Der Innenraum des Untergeschosses fungierte als Grabkammer und wird von einem Kreuzgratgewölbe überwölbt. Der Gruftraum weist innen vier kreuzförmig angeordnete Nischen auf. In einer der Nischen befindet sich die Eingangstür.
Das ebenfalls zehneckige Obergeschoss, das nur über eine Außentreppe und eine Brücke zu erreichen ist, beherbergt einen Kapellenraum mit rundem Grundriss. In der Ostwand befindet sich in einer Nische ein Altar.

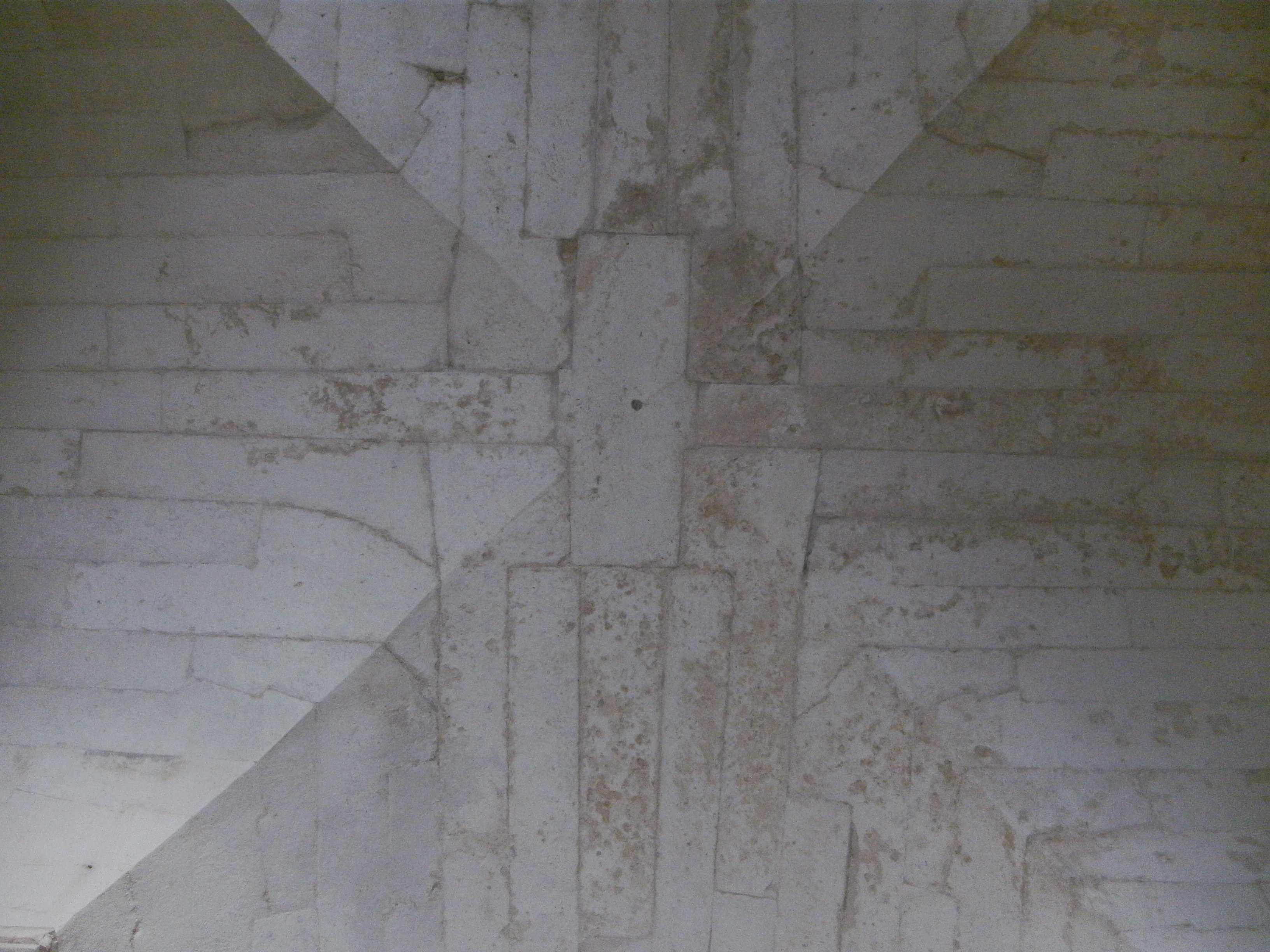
Das Kreuzgratgewölbe des Gruftraums wurde aus passend behauenen Steinblöcken und ohne Fugmörtel aufgemauert.

Die Zwischendecke ruht auf der Gewölbekonstruktion des Untergeschosses, die aus zahlreichen fugenlos zusammengesetzten Steinblöcken besteht und deren statische Stabilität durch Einsetzen des Schlusssteines gewährleistet wird. In der Literatur sind Zeichnungen des Baus und seiner Querschnitte angegeben worden.

### Erdgeschoss
Das Erdgeschoss beherbergt den Gruftraum des Mausoleums, der heute leer ist. Der Gruftraum weist innen drei je ca. 3,50 Meter breite und etwa 2 Meter tiefe Nischen für die Aufnahme von Sarkophagen auf, doch sind keine Sarkophage mehr aufgestellt. Die drei Gruftnischen sind kreuzförmig zueinander angeordnet.

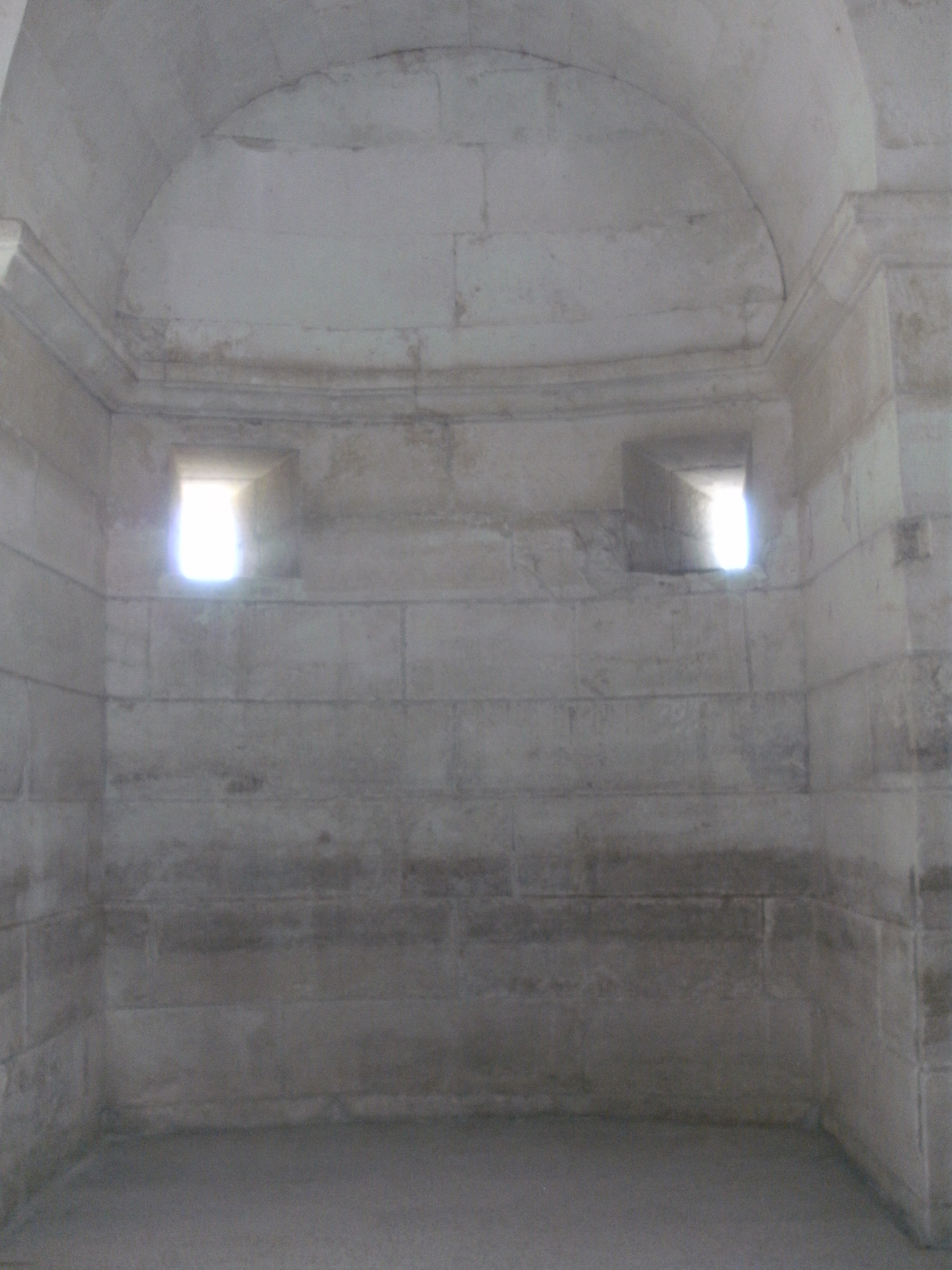
Nördliche Gruftnische (hinter der Eingangstür links) mit zwei ungleich großen Fensteröffnungen.
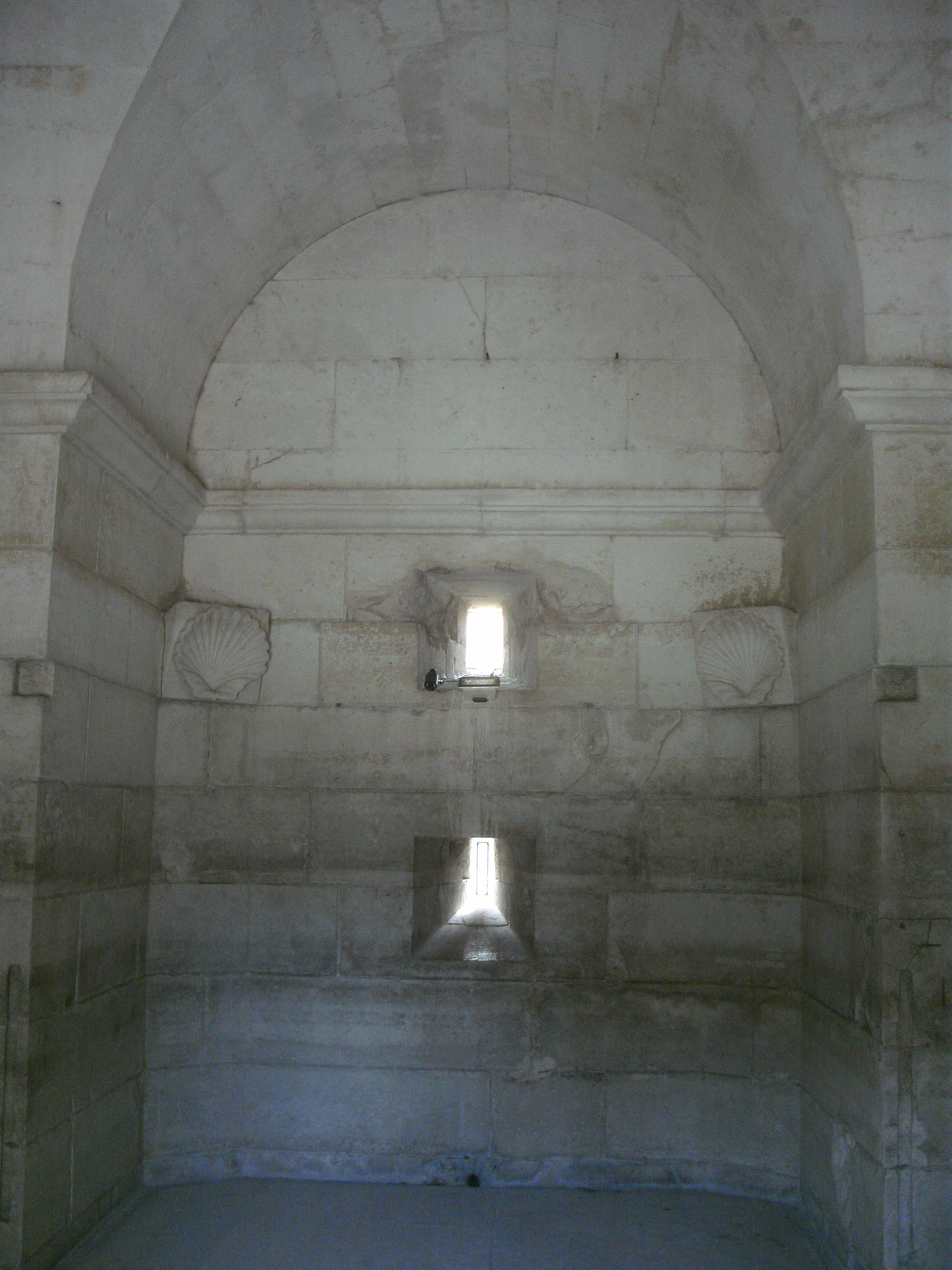
Zentrale Gruftnische an der östlichen Innenwand des Gruftraums mit zwei übereinander angeordneten Lichtschächten.
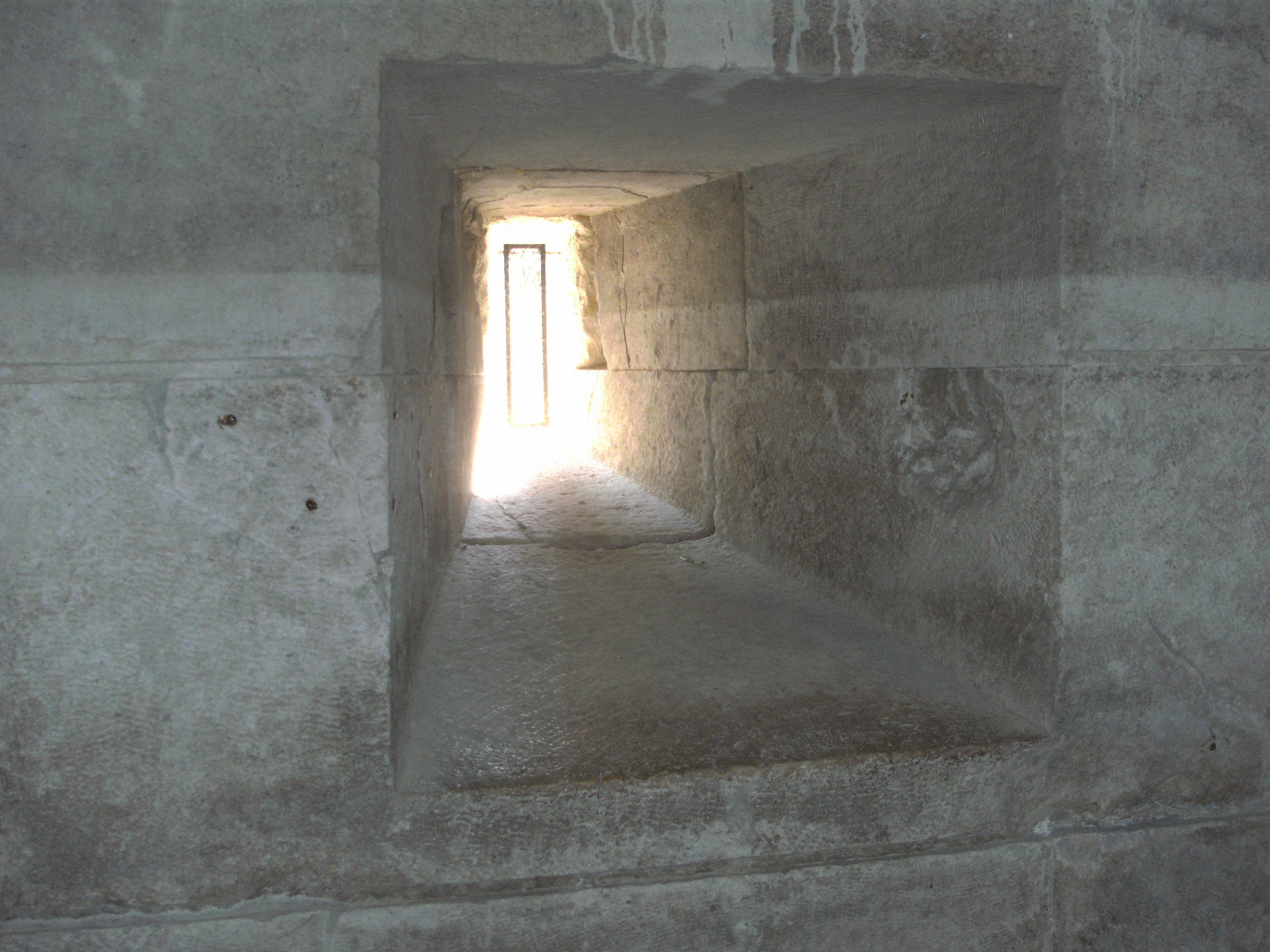
Unterer Lichtschacht der zentralen Gruftnische.
Muschelschalen-Flachrelief in der rechten Ecke der zentralen Gruftnische aus der Nähe gesehen.

In der Außenmauer befinden sich zehn Bogennischen, die eine Grundfläche von je 2,45 Meter mal 1,75 Meter haben. Eine der Nischen enthält die Eingangstür zum Gruftraum.
Über den Verwendungszweck der restlichen neun Außennischen können nur Mutmaßungen angestellt werden.
Die Architektur des Mausoleums scheint verständlicher zu werden, wenn der Frage nachgegangen wird, wie die bildliche Darstellung der dort beigesetzten Personen erfolgen sollte. Da Theoderich sich zuvor in einem gut sichtbaren (später zerstörten) Mosaik hoch oben an der Südwand seiner Hofkirche S. Apollinare Nuovo hatte abbilden lassen – nach Meinung von Historikern auf einem Pferd sitzend –, ist davon auszugehen, dass er eine entsprechende Darstellung seiner Person auch für das Mausoleum angestrebt hatte.
Während für Innenräume eher Mosaike oder Wandmalereien in Frage kommen, sind für figürliche Darstellungen auf Friedhöfen am ehesten lebensgroße Statuen geeignet. In jeder der drei Gruftnischen hätten drei Sarkophage Platz, wenn sie parallel – mit den Kopfenden zur Innenwand hin – aufgestellt würden, also insgesamt neun Sarkophage. Da an der Außenwand neun Bogennischen zur Verfügung stehen, ist zu vermuten, dass diese ursprünglich für die Aufnahme der Statuen vorgesehen waren. Dachkuppel und Untergeschoss zeigen außen geringere Verwitterungserscheinungen als der Teil des Obergeschosses unterhalb der Dachkuppel. Der Grund hierfür dürfte darin zu suchen sein, dass für den Teil des Obergeschosses unterhalb der Dachkuppel weicheres Gestein verwendet wurde, um leichter allseitig Fenstermuster eingravieren zu können.
Das Untergeschoss weist fünf senkrechte Fensterschlitze auf, die recht hoch angeordnet sind, auf gleicher Höhe liegen und unterhalb der Bögen der Außennischen durch die Außenmauer hindurchführen. Gegenüber der Eingangstür befindet sich unterhalb eines Fensterschlitzes zusätzlich ein etwas breiteres Fenster in normaler Höhe, durch das eine stehende Person auf das Gelände vor dem Grabmal blicken kann.

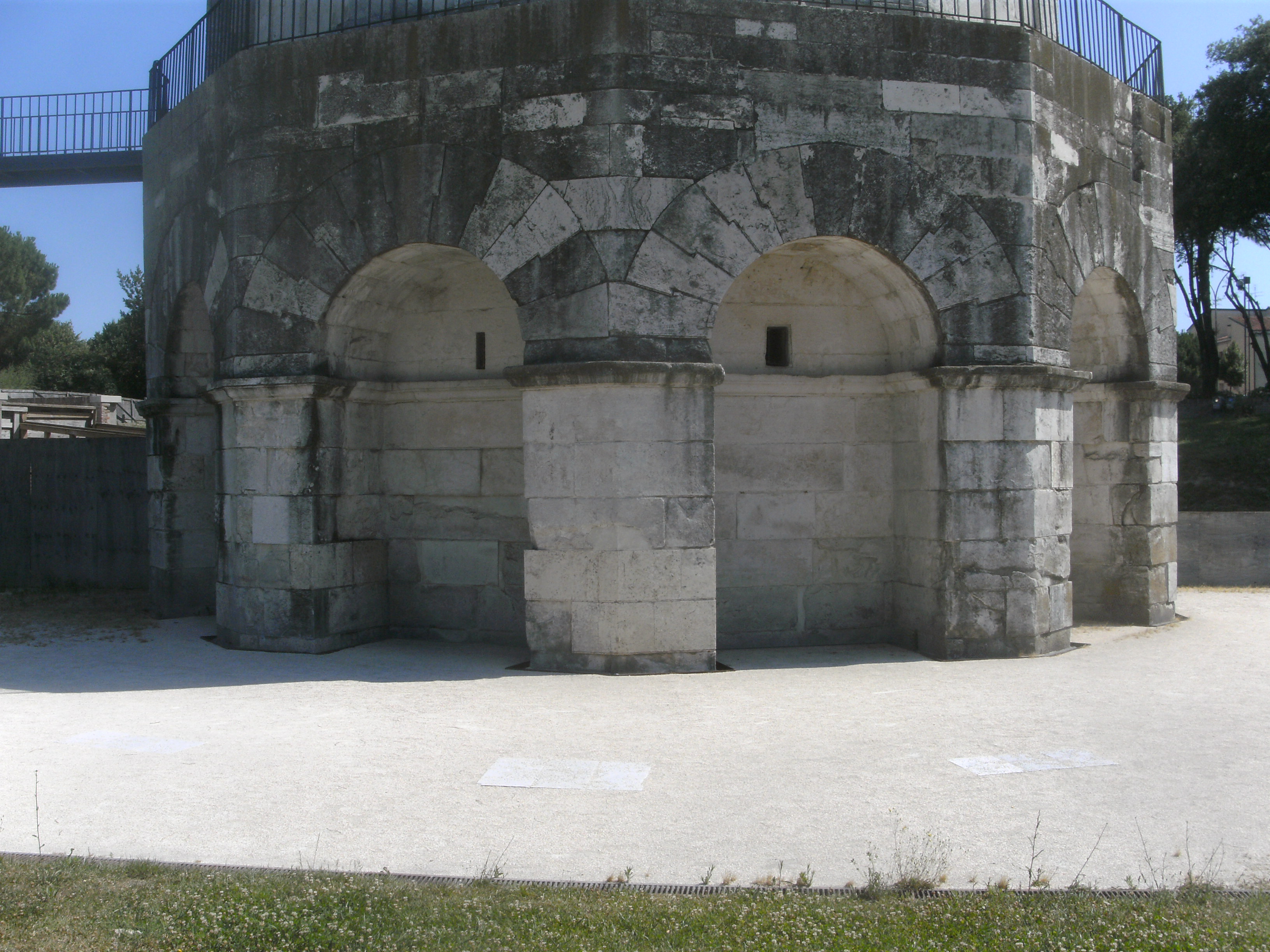
Die beiden benachbarten Bogennischen an der Nordseite des Mausoleums, in denen die beiden Lichtschächte der linken Gruftnische münden.
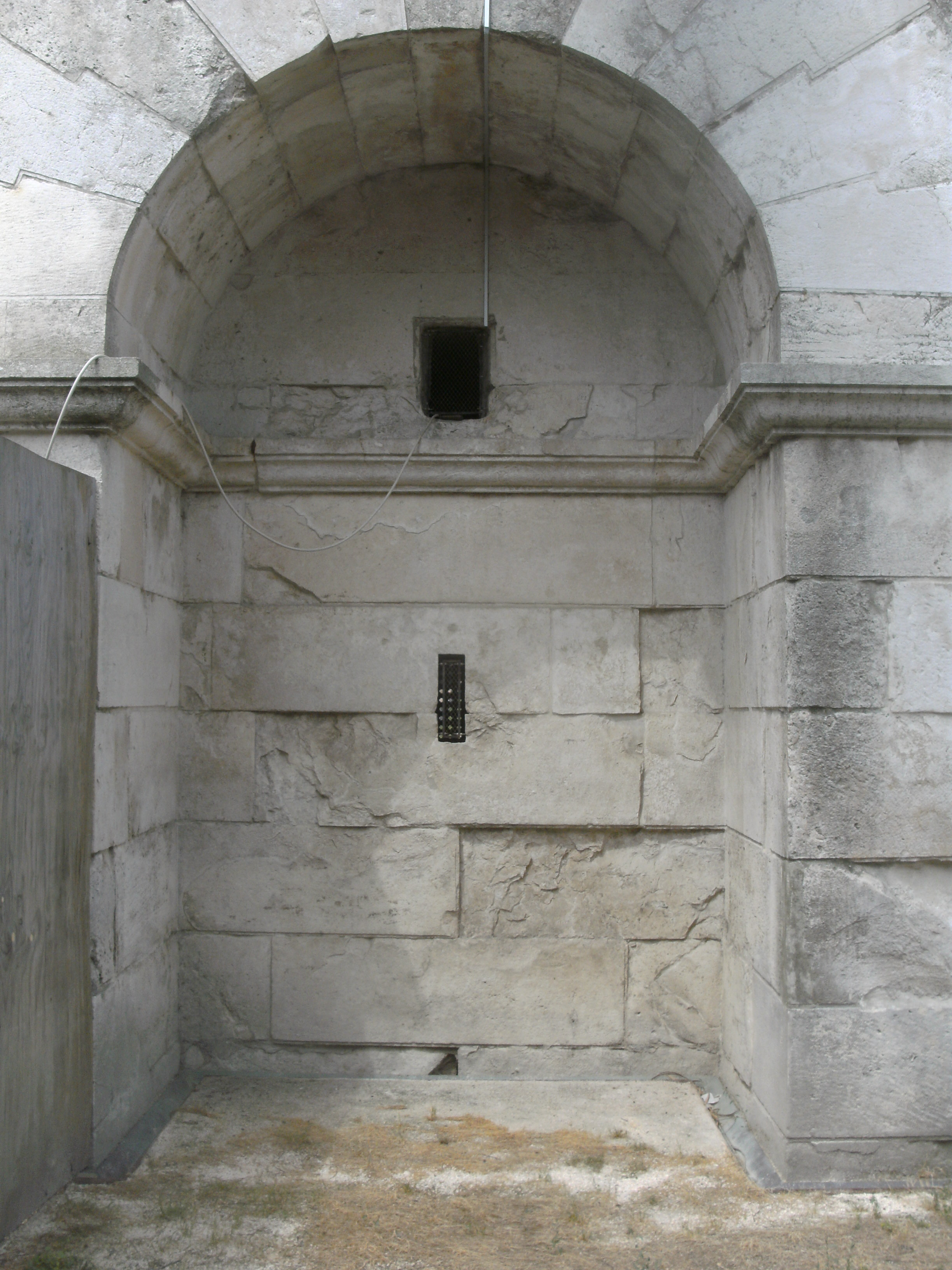
Ansicht der äußeren Bogennische, in der die beiden Lichtschächte der zentralen Gruftnische münden. An der Außenwand wohl der wahrscheinlichste Ort, der als Standplatz für eine Theoderich-Statue in Frage käme.
Die beiden benachbarten Bogennischen an der Südseite, in denen die beiden Lichtschächte der rechten Gruftnische münden.
Eingangstür des Gruftraums aus der Nähe.

### Obergeschoss

#### Außen

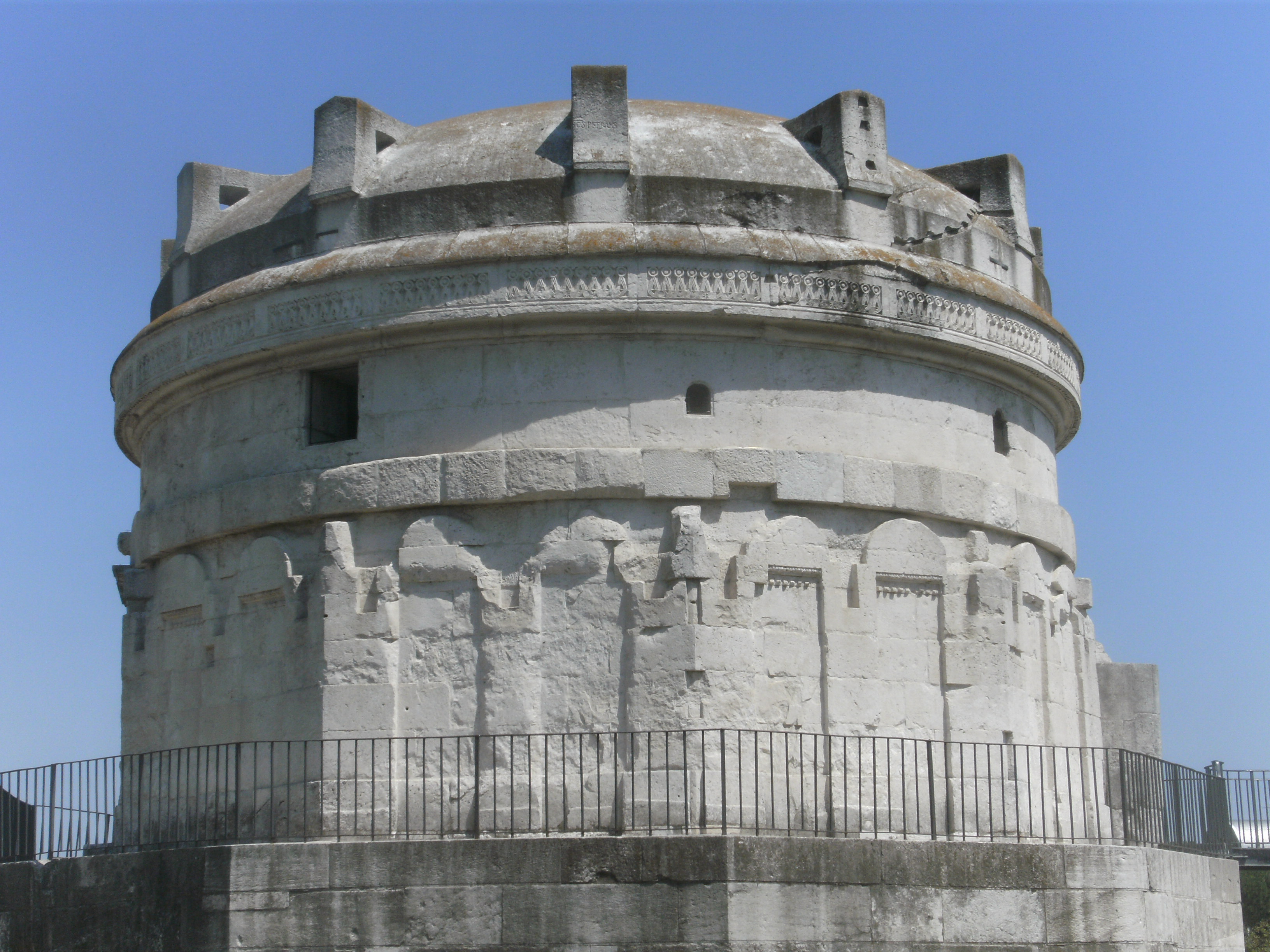
Südseite des Obergeschosses. Im Gegensatz zum heutigen Zustand befand sich die Treppe zum Obergeschoss im Urzustand des Mausoleums höchstwahrscheinlich unmittelbar vor der Eingangstür, also an der Westseite.

Zum stark zurückliegenden Obergeschoss gelangt man heute über eine Außentreppe, die auf eine um das Gebäude ringsherum verlaufende Veranda führt, von der aus die Eingangstür zum Kapellenraum erreicht werden kann. Die Außentreppe wurde 1927 angebaut. Der um das Obergeschoss herumführende Gang hat eine Breite von etwa 1,30 Metern. Die Eingangstür ist genau über der Eingangstür des Untergeschosses angeordnet.
Der Kapellenraum weist eine Altarnische auf, die der Eingangstür genau gegenüberliegt. Die Altarnische ist etwa 1,20 Meter tief. An der Schwachstelle, an der innen die Altarnische in die Mauer eingelassen ist, wurde an der Außenmauer eine etwa drei Meter breite, zwei Meter hohe und 85 Zentimeter dicke Verstärkungsmauer angebracht, deren seitliche Kanten sorgfältig abgerundet worden sind. Wie Fotografien aus der Zeit vor dem Ersten Weltkrieg zeigen, hatte die Altarnische früher ein Fenster. Dieses ist heute zugemauert.
Da die früher an der Außenmauer vorhanden gewesenen architektonischen Verkleidungselemente heute fehlen, wirkt dieser Nischenvorbau klobig und unharmonisch. Wie das Mausoleum ursprünglich im Bereich des Nischenvorbaus ausgesehen haben dürfte, hat Schulz in einer – soweit allein der Nischenvorbau betroffen ist – noch heute gültigen Rekonstruktionszeichnung verdeutlicht. Wegen des Nischenvorbaus und auch des darin früher vorhandenen Fensters dürfte der Umgang links und rechts des Nischenvorbaus geendigt haben, d. h., an dieser Stelle dürfte sich auch kein Brüstungsgitter befunden haben.
Das Obergeschoss hatte früher einen Fußboden-Belag aus Verde antico, einem olivgrünen Gestein mit grünlichweißen und dunkelgrünen Maserungen und Einschlüssen, das im Altertum für Dekorationszwecke verwendet wurde.

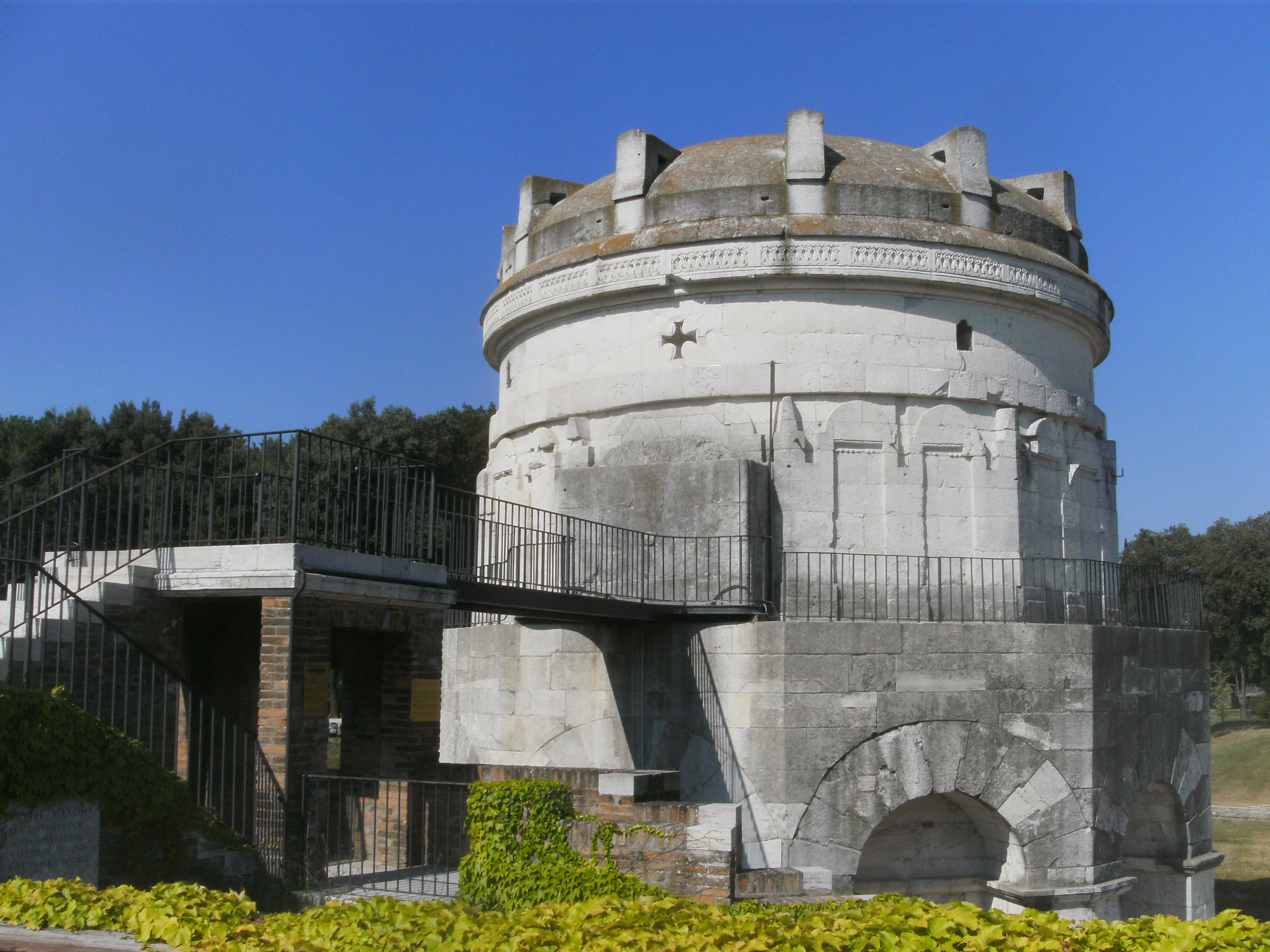
Die Treppe zum Obergeschoss befindet sich auf der Ostseite des Mausoleums und wurde im Jahr 1927 angebaut.
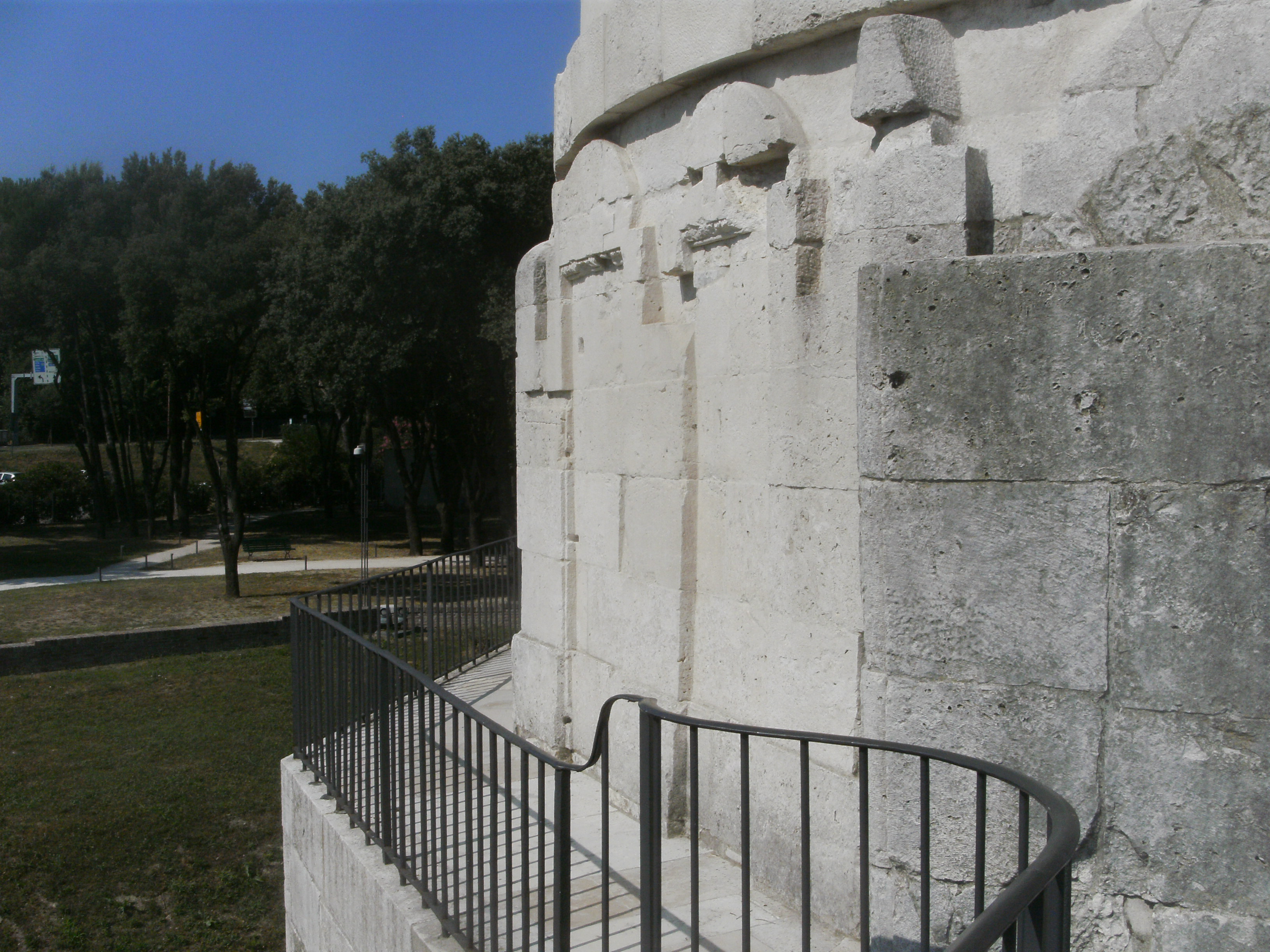
Abschnitt der Südseite des Obergeschosses, von der Zugangsbrücke aus gesehen.
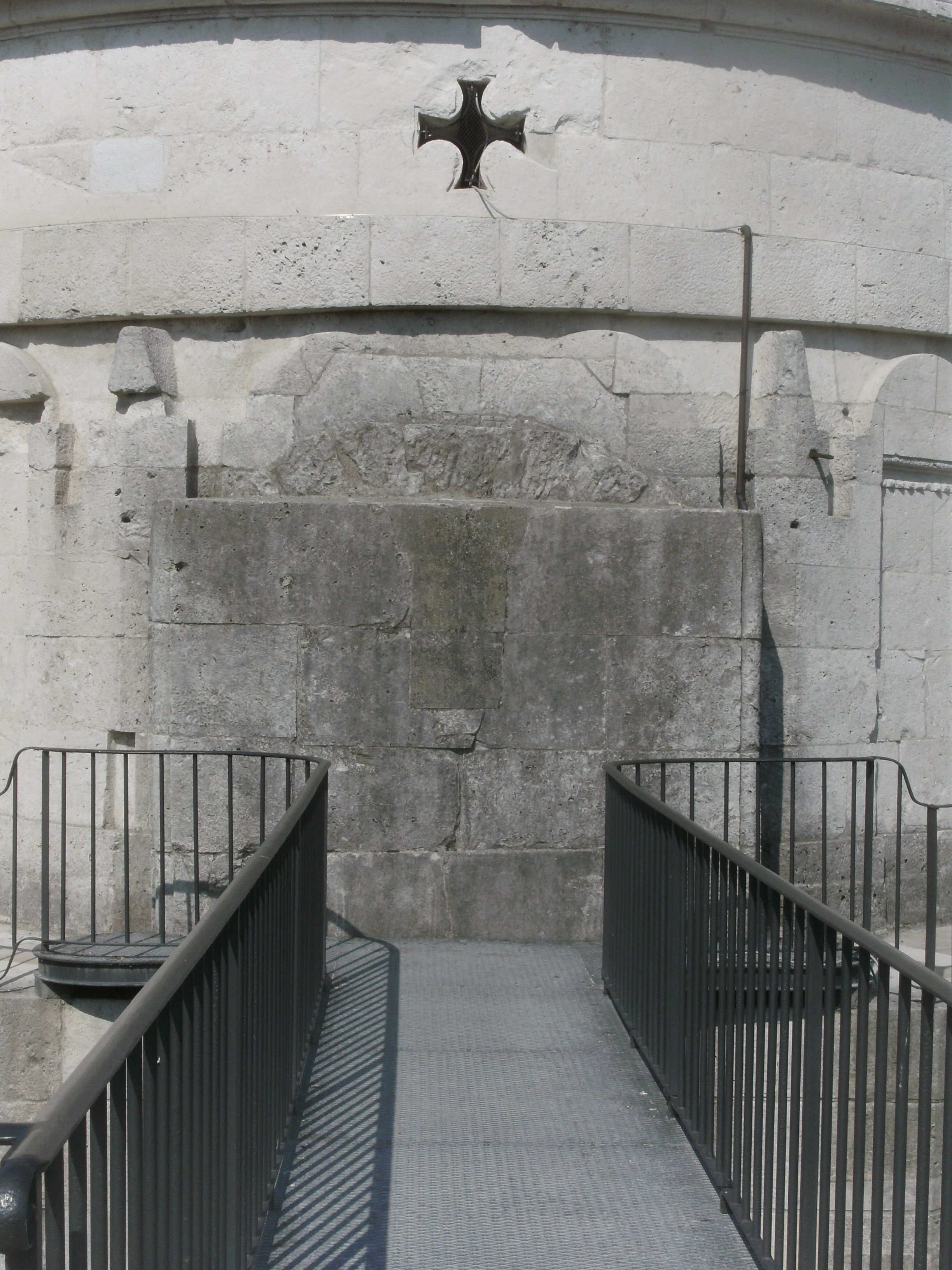
Zum Obergeschoss führende Zugangsbrücke. Im Hintergrund der quaderförmige Nischenvorbau.
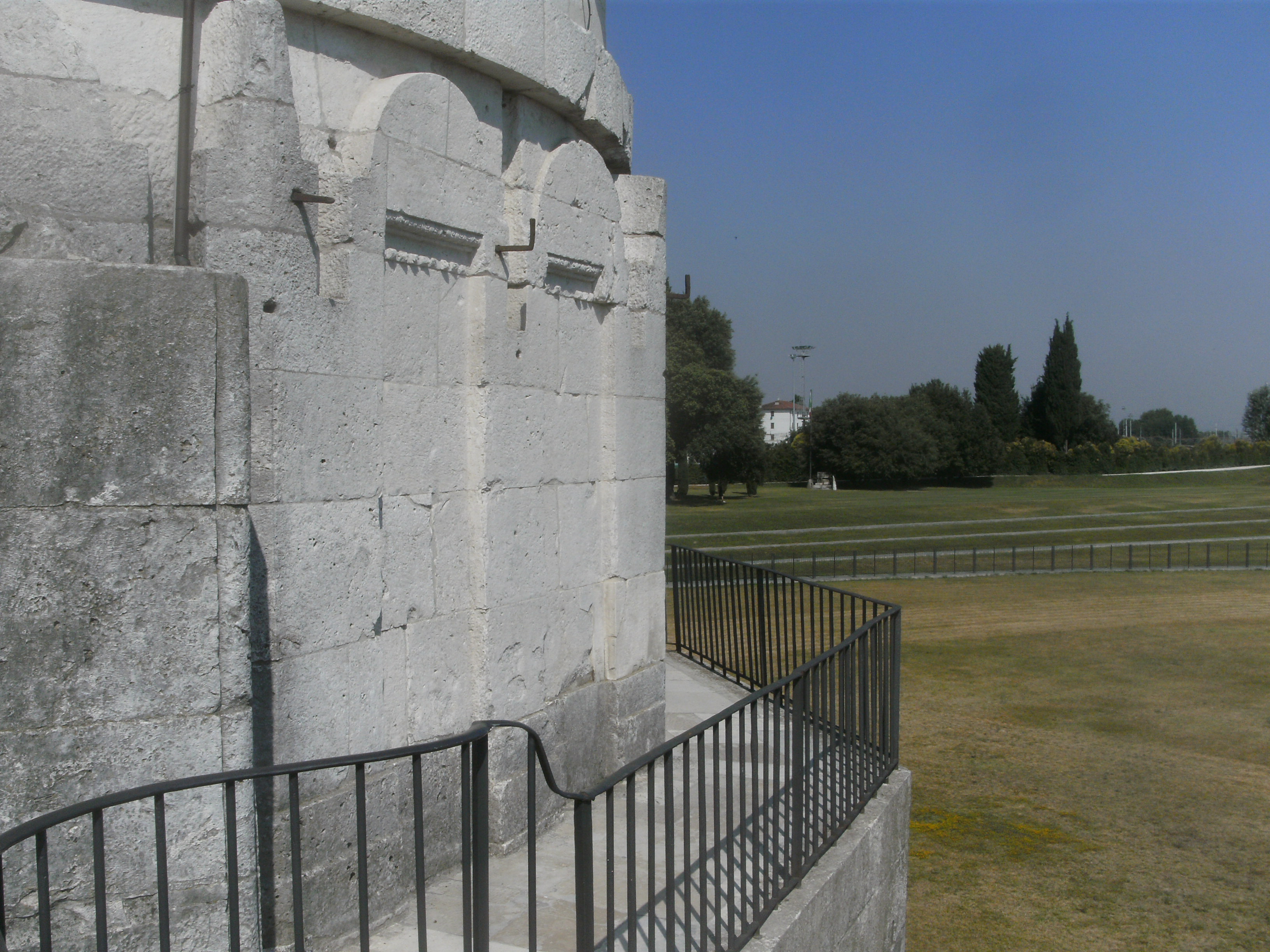
Abschnitt der Nordseite des Obergeschosses, von der Zugangsbrücke aus gesehen.

Die Symmetrieachse des Gebäudes ist grob gesehen von Westen nach Osten ausgerichtet; ihre Winkelabweichung von der Ost-West-Achse beträgt rund 10° in nördlicher Richtung. Das Baumaterial ist sogenannter istrianischer Kalkstein, ein Naturstein, der auch in späteren Jahrhunderten in der Region häufiger als Baumaterial verwendet wurde; vermutlich stammt der Kalkstein aus einem Steinbruch in der Nähe der heutigen Ortschaft Vrsar.

#### Fehlende architektonische Verkleidungen
Der Umgang des Obergeschosses wies früher offenbar der Dekoration dienende architektonische Verkleidungen auf. Darauf weisen in die Außenmauer des Obergeschosses eingehauene Vertiefungen für die Aufnahme von Stützeinsätzen und anderen Bauelementen hin. In einer der eingehauenen Vertiefungen steckt noch heute ein gut erhaltener Stützeinsatz. Der Abstand vom Fußboden des Umgangs bis zur Unterkante des Stützeinsatzes beträgt etwa 2,28 Meter.
Skizzen des Mausoleums, die Giuliano Sangallo im 16. Jahrhundert angefertigt hatte, zeigen, dass auf diesen Stützeinsätzen konsolenartige, von der Außenwand um etwa 30 Zentimeter abstehende Dekorationselemente gelastet hatten, die die an den Außenwänden des Obergeschosses angedeuteten blinden Türen im Bereich der Lünetten überwölbten. Es ist auch die Meinung vertreten worden, dass sich auf den beiden Ganghälften links und rechts neben der Eingangstür, bis zu dem Altarnischen-Vorbau hin, je eine Loggia befunden haben könnte, die an der Außenseite jeweils auf Stützpfeilern ruhte. Gegen derartige Rekonstruktionsvorschläge, die eine ganze oder teilweise Überbauung in Gestalt einer Arkade oder Loggia beinhalten, hat Jänecke geltend gemacht, dass in Anbetracht der relativ geringen Tiefe der in der Außenwand vorgefundenen künstlichen Einbuchtungen den Baumeistern dann zusätzliche bautechnische Hilfsmittel angewandt haben müssten, über die sie zur damaligen Zeit noch gar nicht verfügen konnten. Da der nur etwa 1,30 Meter breite Umgang auch nicht für den Daueraufenthalt von Personen gedacht ist, kann eine frühere Überdachung in Form eines Bogengangs oder einer Loggia ausgeschlossen werden.
Haupt hat Rekonstruktionszeichnungen angegeben, die den Umgang mit einem Brüstungsgitter zeigt. Er vertrat die Meinung, dass die 4,20 Meter langen Bronzegitter, die Karl der Große zusammen mit anderen historischen Bauteilen (Marmorsäulen, zwei Statuen Theoderichs und einem Reiterstandbild, wahrscheinlich des Vorgängers Theoderichs) mit Genehmigung des Papstes Hadrian I. für den Bau der Aachener Pfalzkapelle aus Ravenna mitgebracht hatte, die früheren Brüstungsgitter des Mausoleums sein dürften. Dies wird durch die bemerkenswerte Übereinstimmung mit der Seitenlänge des Zehnecks des Erdgeschosses nahegelegt, die etwa 4,40 Meter beträgt.

Typische in die Außenwand des Obergeschosses eingehauene, unten rechteckige Vertiefung für die Aufnahme eines Rundbogen-Stützeinsatzes.
Gut erhaltener Stützeinsatz für die Aufnahme von Verkleidungselementen an der Außenmauer des Obergeschosses.
Links oben neben der Eingangstür des Obergeschosses in die Außenwand eingearbeitete Einbuchtungen für die Aufnahme architektonischer Verkleidungselemente.
Rechts oben neben der Eingangstür des Obergeschosses eingearbeitete Einbuchtungen für die Aufnahme von Bauelementen.

#### Innen (Kapellenraum)
Der früher als Kapellenraum genutzte Innenraum des Obergeschosses ist kreiszylinderförmig. Die Eingangstür liegt auf der Westseite. Ihr gegenüber befindet sich an der Ostseite eine in der Mitte etwa 190 Zentimeter hohe, 150 cm breite und 120 Zentimeter tiefe Altarnische. Über der Altarnische befindet sich unterhalb der Dachkuppel ein kreuzförmiger Lichtschacht. Auf der Nordseite und auf der Südseite befinden sich unterhalb der Dachkuppel je drei weitere Lichtschächte.

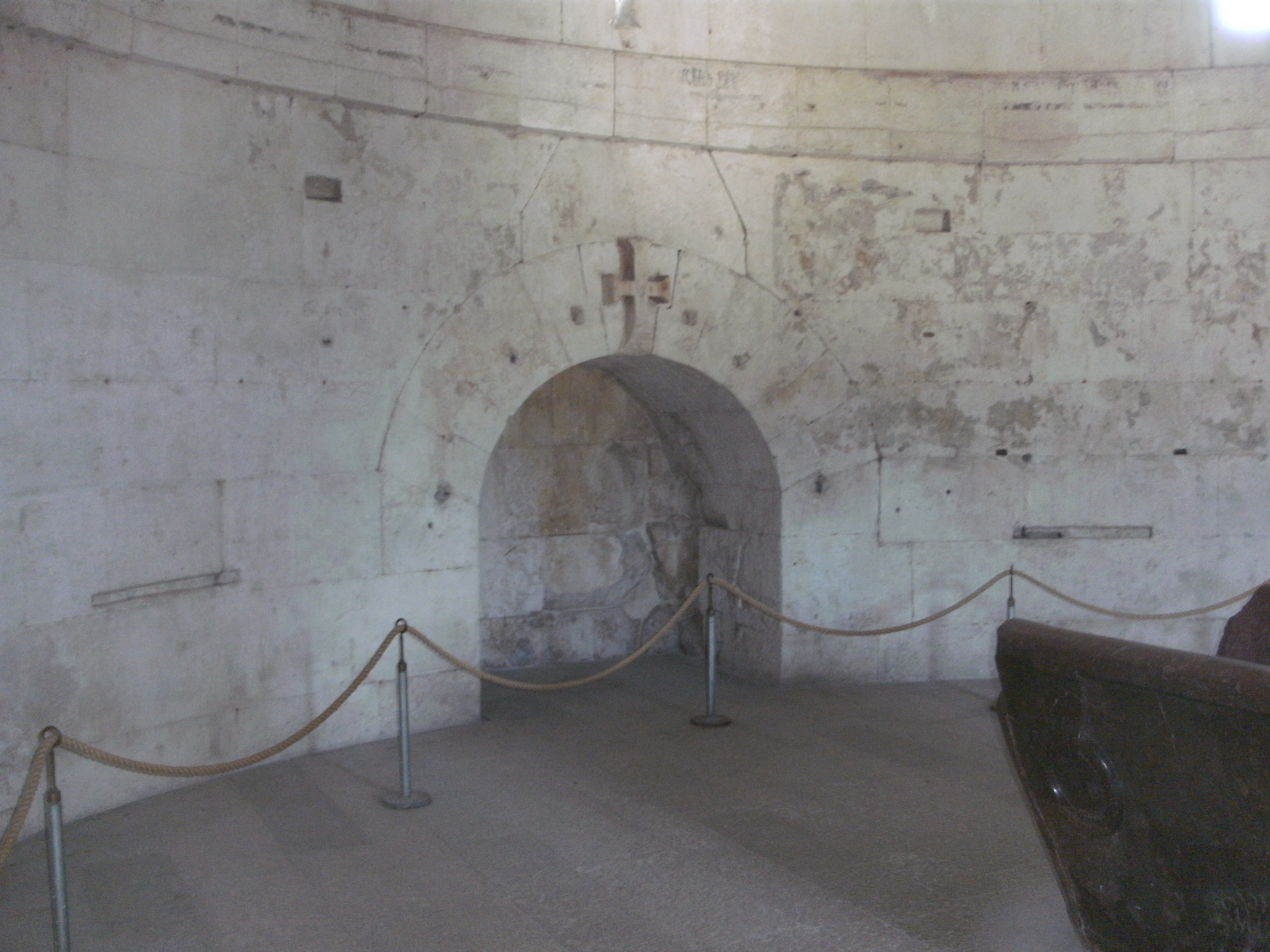
Altarnische im Kapellenraum. An den Innenwänden der Altarnische sind links und rechts Nuten für die Befestigung des Altartisches eingehauen.
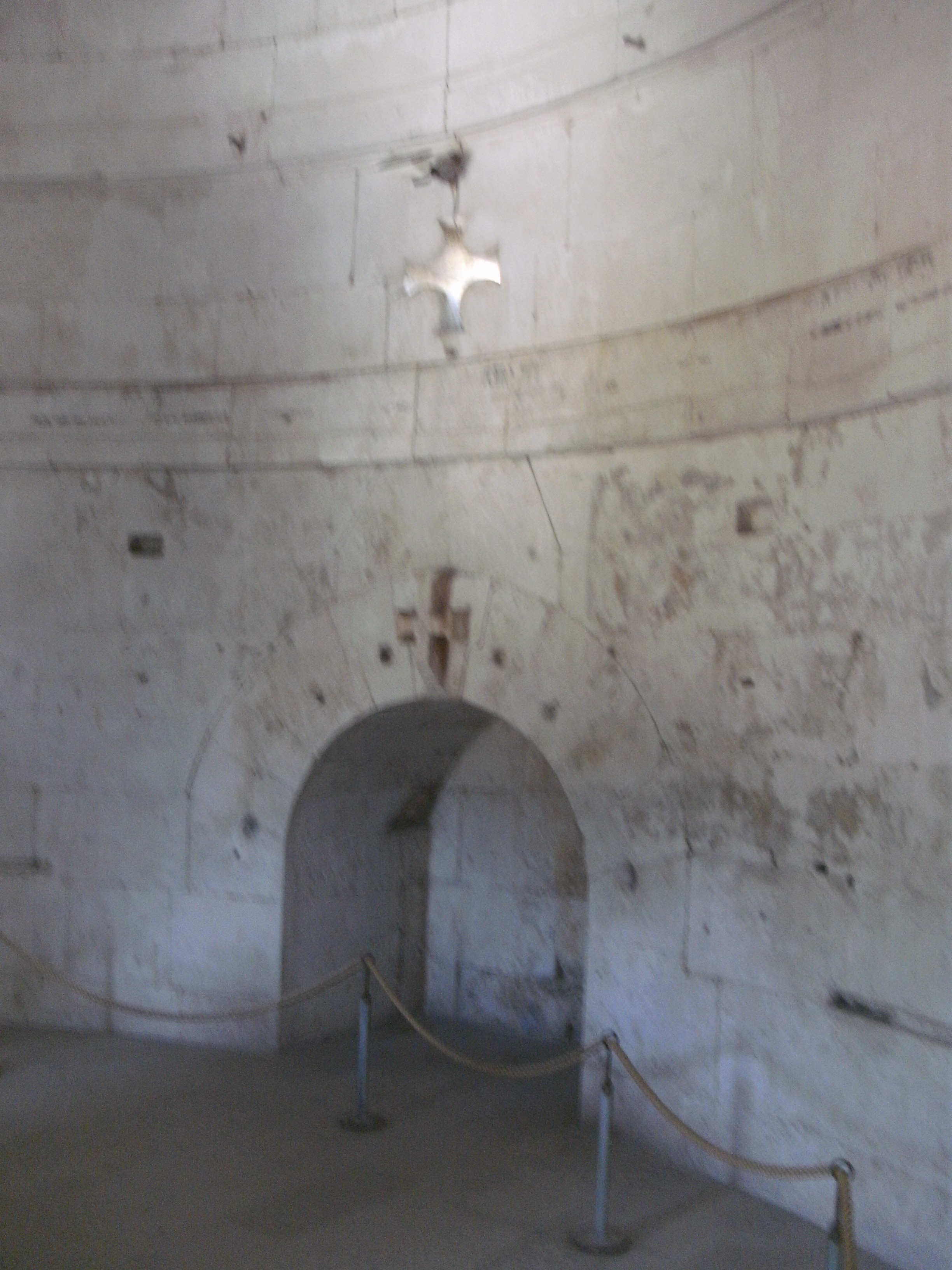
Altarnische aus einer anderen Perspektive. Über der Altarnische befindet sich ein kreuzförmiger Lichtschacht.
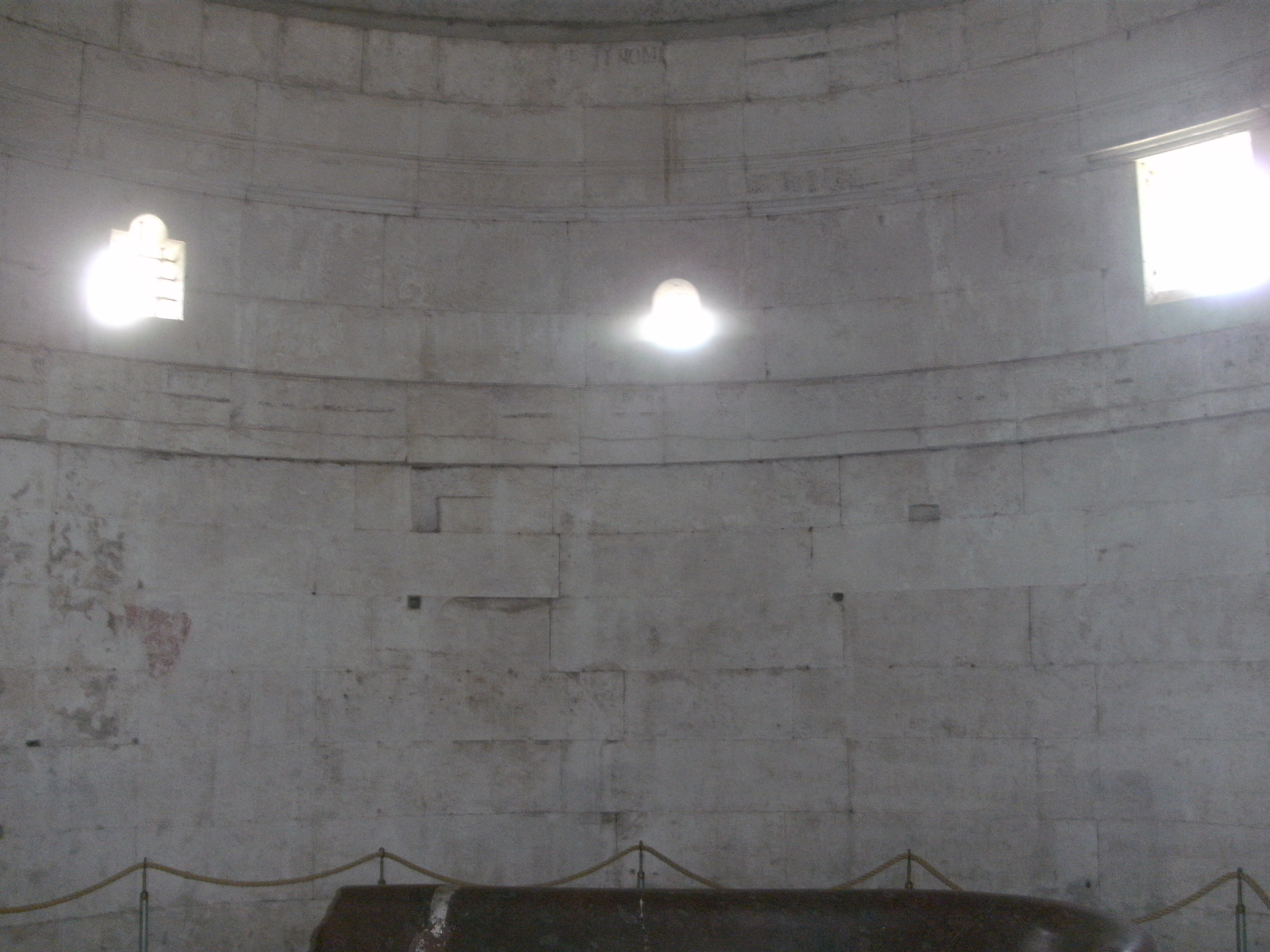
Zwei Lichtschächte und eine Luke unterhalb der Dachkuppel auf der Südseite des Kapellenraums.
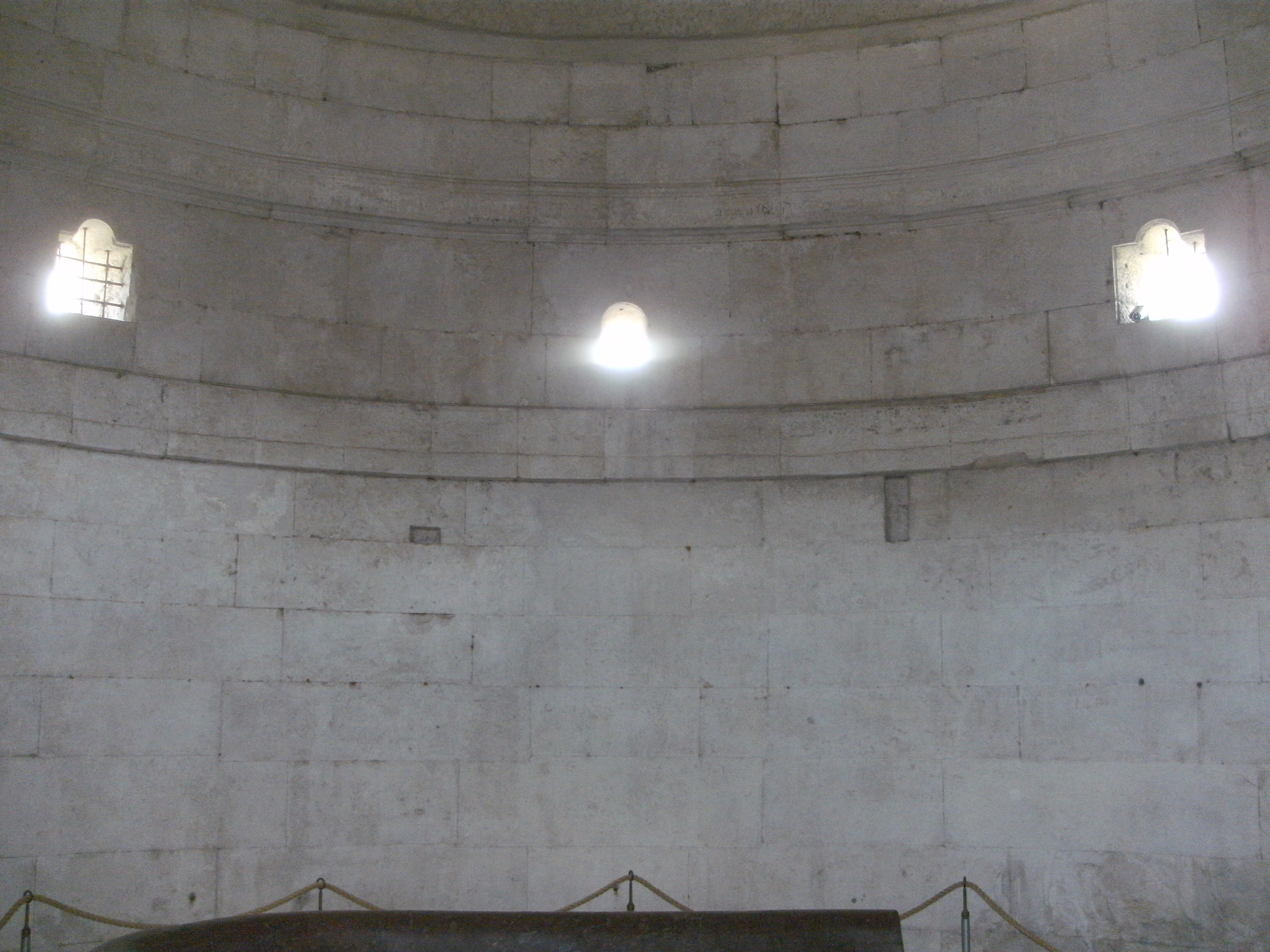
Drei Lichtschächte unterhalb der Dachkuppel auf der Nordseite des Kapellenraums.

### Dachkuppel

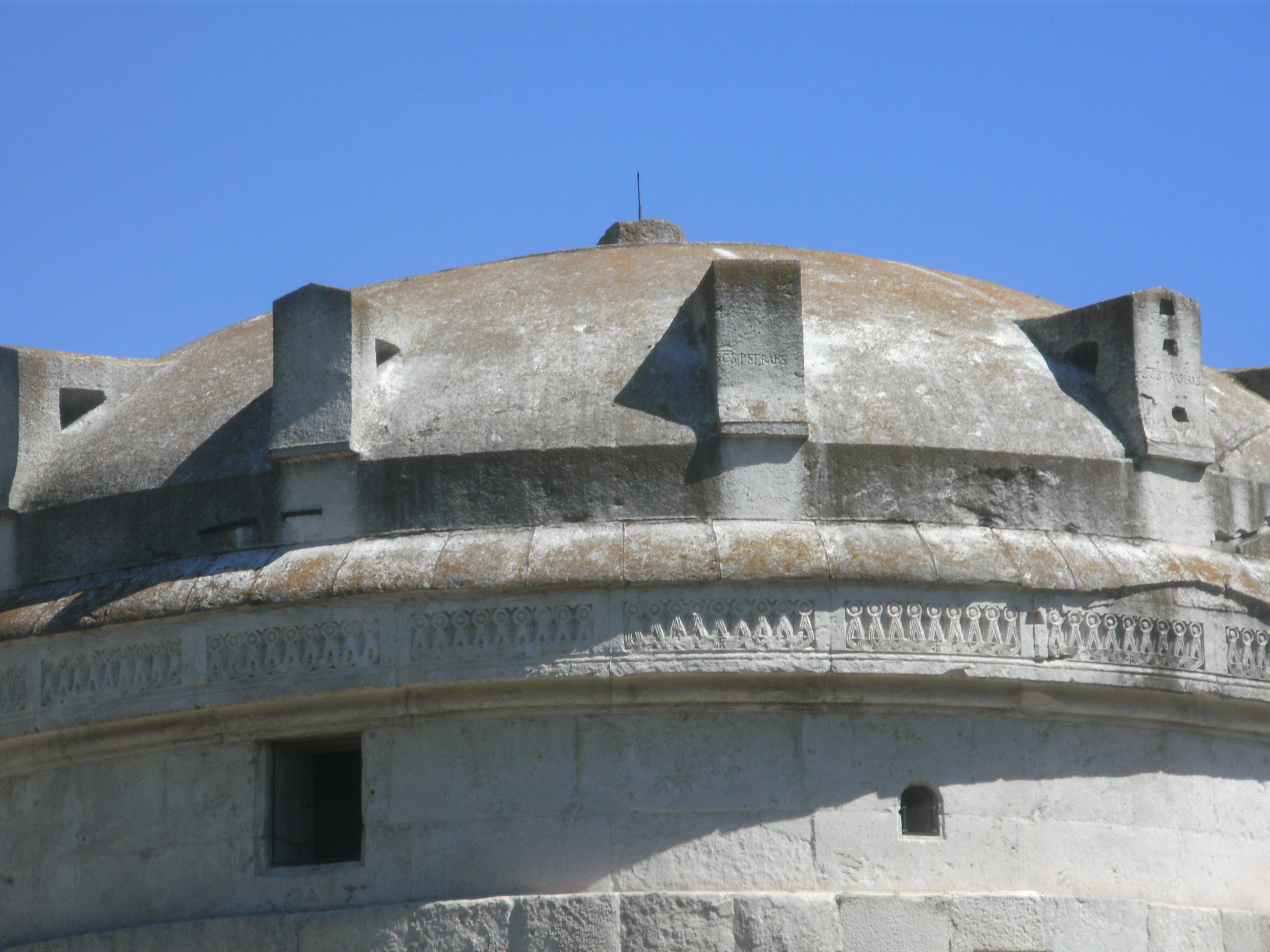
Die Dachkuppel weist zwölf Kragsteine auf, auf deren Frontseiten die Namen von acht Aposteln und vier Evangelisten eingraviert sind.
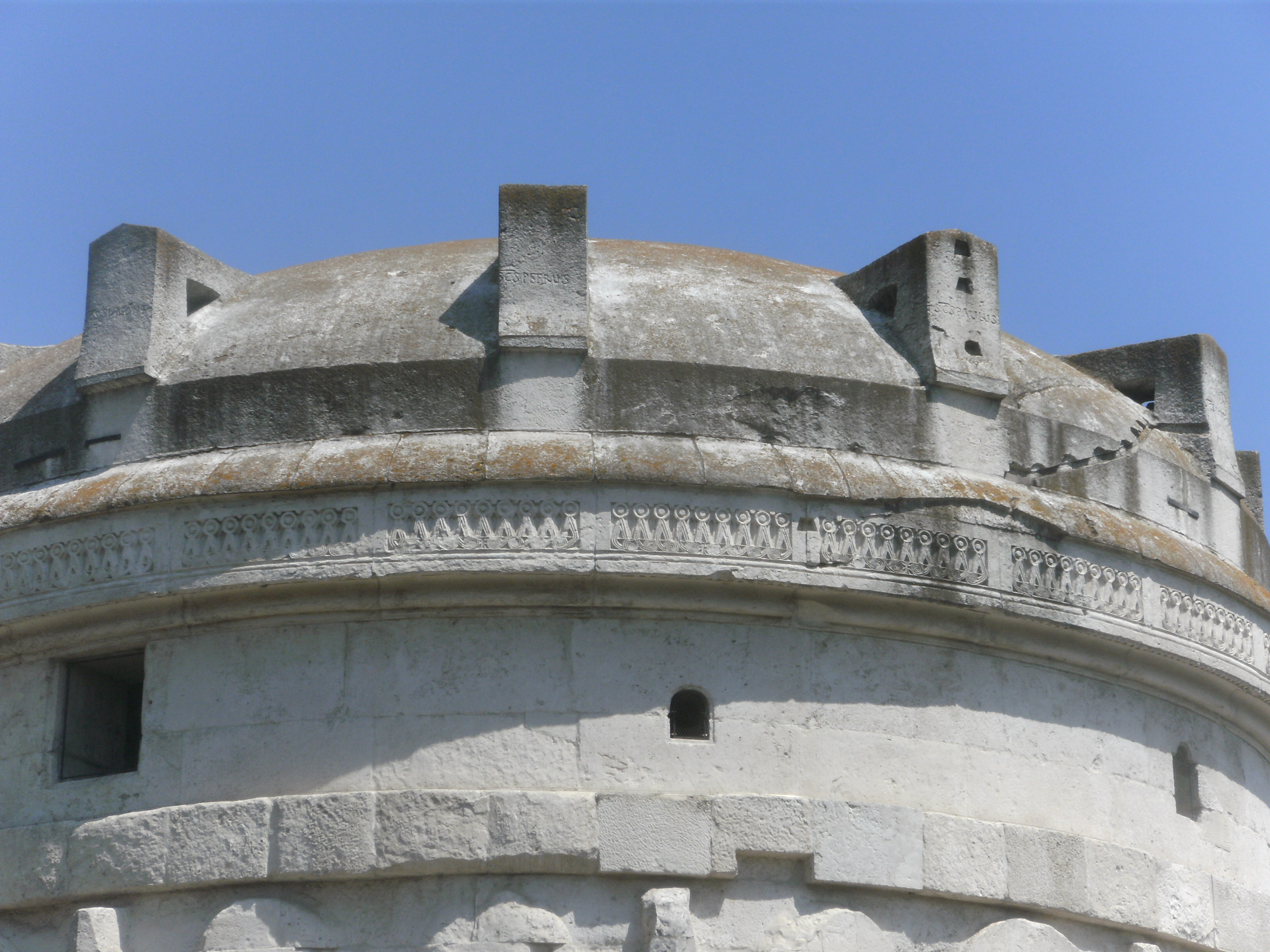
An der Dachkuppel scheinen sich einmal eine Wendeltreppe und eine schräg nach rechts oben führende gerade Treppe befunden zu haben. Darauf weisen noch vorhandene Befestigungsspuren hin.
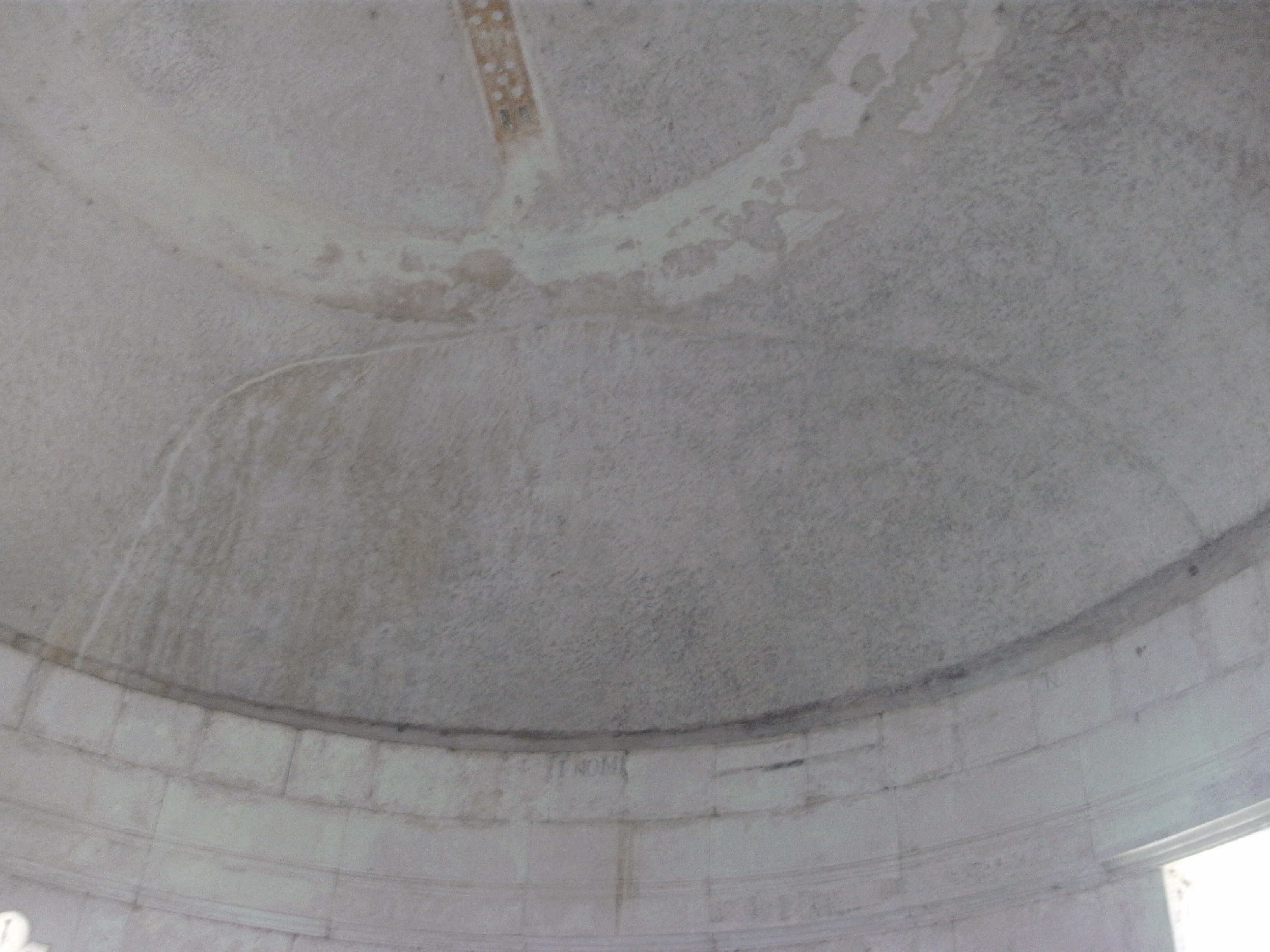
Die Dachkuppel weist einen durchgehenden Riss auf, der vom Kapellenraum aus gut sichtbar ist.
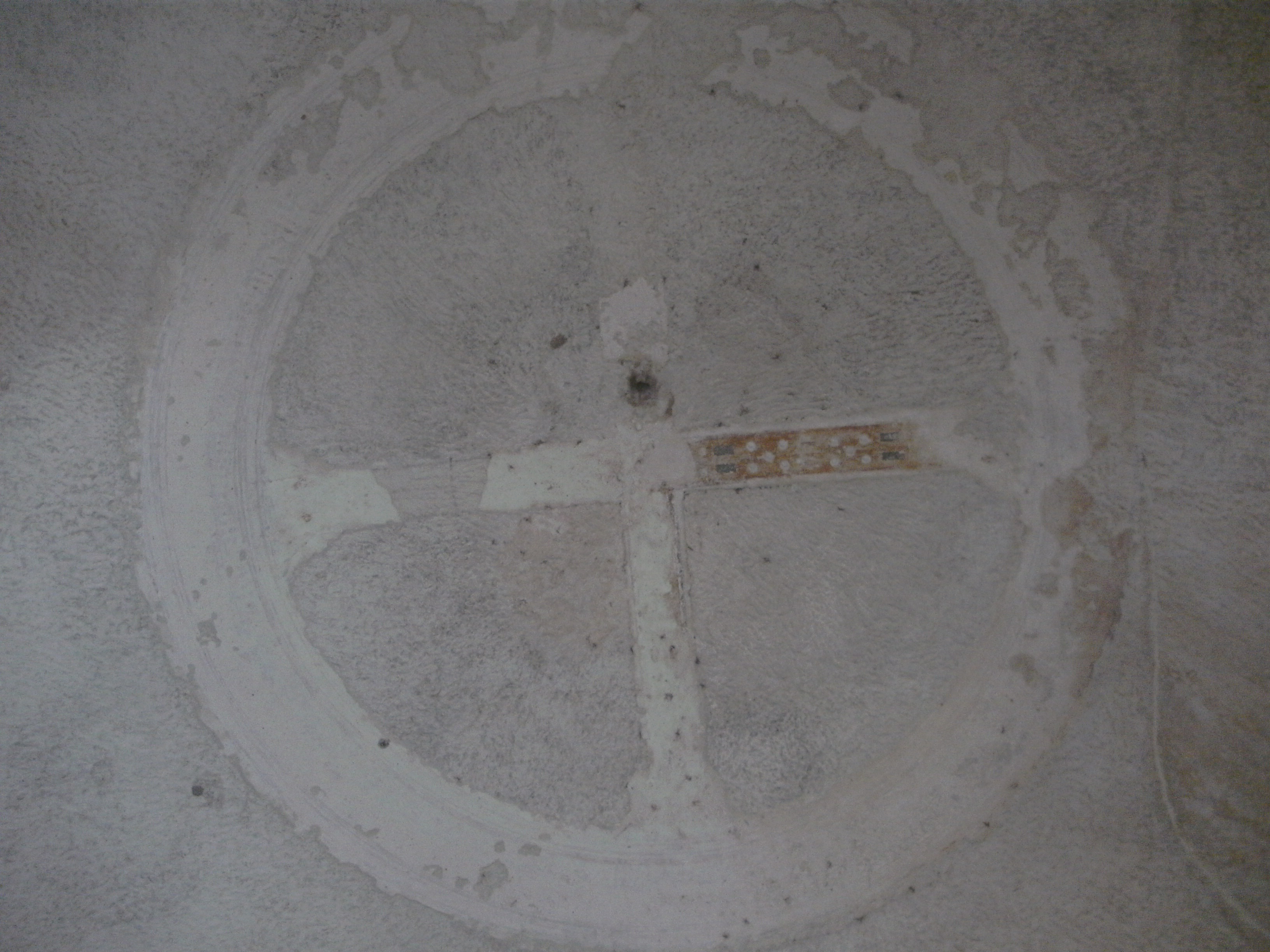
An der Decke des Kapellenraums ist in der Mitte der Dachkuppel ein von einem Kreisring umgebenes Kreuzsymbol angemalt.

Bemerkenswert ist die runde Dachkuppel von ca. 11 m Durchmesser, 2,5 m Höhe, ca. 1 m Dicke und rund 230 t Gewicht, die aus einem einzigen Naturstein-Block hergestellt wurde (siehe auch Liste antiker Römischer Monolithen). Franz Kugler sah in ihr die den neuen Lebensumständen der Goten angepasste, künstlerische Ausgestaltung der vorher bei Hünengräbern umgesetzten germanischen Tradition, die Grabstätten der Mächtigen durch Beschwerung mit gewaltigen Steinlasten wie Findlingen unzugänglich zu machen. Zwölf kantige Stein-Henkel, mit deren Hilfe es angehoben und auf den Unterbau aufgesetzt werden konnte, sind als integraler Bestandteil in die architektonische Komposition einbezogen. An der Frontseite von acht dieser Henkel sind Namen von acht Aposteln und von vier Evangelisten eingraviert. Mit Ausnahme eines nach Süden ausgerichteten Henkels, dessen Oberseite flach ist und in den ursprünglich der Name PETRUS eingraviert war, haben alle Henkel ein stumpfwinkliges Satteldach. Auf dem Henkel mit der waagerechten Plattform könnte eventuell eine Statue gestanden haben.
Der nächste Kragstein östlich des ‚Petrus-Henkels‘ weist drei übereinander angeordnete rechteckige Befestigungs-Löcher auf. An seiner Frontseite ist der Name Paulus eingraviert. Darunter ist am unteren Rand der Dachkuppe eine leichte kreisbogenförmige Auskehlung sichtbar. An dieser Stelle hatte sich offenbar einmal eine Wendeltreppe befunden und rechts daneben eine schräge Treppe, die zur Befestigung einseitig in die Dachkuppel eingelassen war. Es ist nicht sicher, ob diese Treppe dem ursprünglichen Bauplan entsprach oder ob sie zu einem viereckigen Leuchtturm gehörte, der später unmittelbar neben dem Mausoleum errichtet worden war.
Mit seinen zwölf hochstehenden klobigen Kragsteinen am Außenrand wirkt das gewölbte Dach entfernt wie eine Krone. Das Dach war offenbar einmal für Restaurierungsarbeiten angehoben und dann zu hart wieder aufgesetzt worden: Es weist an einer Seite einen durchgehenden Riss auf, der bei dieser Gelegenheit entstanden sein dürfte. Dass das Dach tatsächlich einmal angehoben worden war, lässt sich daran erkennen, dass es nicht wieder völlig symmetrisch in der alten Lage aufgesetzt wurde. Wie man auf Bildern leicht erkennen kann, die das Mausoleum von der Seite seiner Eingangstüren zeigen, ist der gewölbte Dachhelm um einen Drehwinkel von etwa 6,3° im Gegenuhrzeigersinn gegenüber der Symmetrieachse des Unterbaus „falsch“ aufgesetzt. (Anmerkung zu dieser These der „Falschverdrehung“ von etwa 6°: Diese könnte auch daher rühren, dass bei dem Mausoleum eine Kuppel mit zwölf Henkeln (also ein Zwölfeck mit zwölf mal 30°) auf einem zehneckigen Grundriss (zehn mal 36°) sitzt und dadurch schon rein geometrisch „Verdrehungen“ entstehen.)
Auf der Dachkuppel befindet sich eine kegelförmige Erhöhung von etwa 3,75 Metern Durchmesser, deren vertikaler Rand ungefähr 10 Zentimeter von der Umgebung absteht. Darauf befindet sich ein Sockel, der 77 Zentimeter mal 52 Zentimeter breit und 28 Zentimeter hoch ist. Kegelstumpf und Sockel sind integrale Teile des Monolithen, der für die Herstellung der Dachkuppel verwendet wurde, und wurden aus ihm herausgehauen. Vermutlich waren dies Vorrichtungen zur Befestigung eines Symbols oder einer Skulptur.

### Interpretationen des Fries-Ornaments

Ornament-Fries unterhalb der Dachkuppel. Im rechten Ornament-Feld sind die beiden ersten konzentrischen Kreisringe in der Neuzeit offenbar nachgearbeitet worden, um das ursprüngliche Ornamentmuster deutlicher hervorzuheben.

Unterhalb der Dachkuppel läuft an der Außenmauer ein breiter, bandförmiger Fries mit rechteckigen Ornament-Feldern um. Das dargestellte Ornament ist in allen Ornament-Feldern im Wesentlichen das gleiche: es zeigt ein Muster, in dem konzentrische Kreisringe und davon ausgehende, schräg nach unten verlaufende Linien vorkommen. Wegen der Ähnlichkeit des Ornamentmusters mit nebeneinander aufgereihten, herabhängenden Greifzangen (zum Beispiel Kohlezangen) wird das Ornamentmuster häufig als „zangenförmig“ beschrieben. Ähnliche Zangenmuster sind aus der germanischen Goldschmiedekunst bekannt.
Soweit der für diesen Artikel verwendeten Literatur zu entnehmen ist, hatten Kunsthistoriker für das Ornamentmuster bisher hauptsächlich zwei Interpretationsmöglichkeiten ins Auge gefasst. Am häufigsten ist der Vergleich mit Ornamentmustern der germanischen Goldschmiedekunst anzutreffen. In italienischen Kunst- und Reiseführern wird dagegen regelmäßig auf eine von Ferri vorgeschlagene Interpretationsmöglichkeit hingewiesen, in der die Ähnlichkeit der äußeren Gestalt des Mausoleums mit einem runden Nomadenzelt in den Vordergrund gerückt wird: Bei den im Ornament dargestellten Ringen handele es sich vielleicht um nichts anderes als um die an einer Art Vorhangstange aufgefädelten Laufringe, von denen die Zeltwände herabhängen und mit deren Hilfe die Zeltwände zur Seite geschoben werden können.

#### Ornamentmuster der germanischen Goldschmiedekunst
Gegen die Interpretation als eine nicht weiter symbolhafte, reine Dekoration in Form eines Zangenmusters spricht, dass die dargestellten Kreisringe dann unten offen sein müssten, um in die gespreizten Greifarme der Zange überzugehen. Die Ringe des Ornaments sind jedoch geschlossen. Außerdem sind in dem Ornament jedes Mal zwei konzentrische Kreisringe dargestellt, die um eine kleine kreisrunde Vertiefung angeordnet sind. Jedes konzentrische Ringpaar soll offenbar eine geschlossene Kreisscheibe andeuten. Jänecke hat das Ornament vergleichbaren Kreis-Dreiecks-Friesen gegenübergestellt, die dem Zangenfries verwandt sind.
Zwar wird nicht einfach ein im Detail bereits bekanntes Ornamentmuster der Goldschmiedekunst im vergrößerten Maßstab auf Stein übertragen worden sein. Doch ist nicht auszuschließen, dass ein derartiges Muster sinnvoll modifiziert wurde, um in der Bildsprache eine zu dem Mausoleum passende symbolische Aussage zu machen.

#### Andeutung einer Vorrichtung zum Aufhängen und Verschieben von Zeltwänden
Soweit das Ornamentmuster des Frieses betroffen ist, spricht gegen Ferris Interpretationsvorschlag in erster Linie der Umstand, dass die dargestellten Ringe konzentrische Ringe sind und in der Mitte jeweils eine kreisrunde, punktförmige Vertiefung aufweisen. Dieses Bild ist mit den von Vorhängen her bekannten Laufringen unvereinbar. Darüber hinaus sind die konzentrischen Kreisringe vereinzelt mit zahlreichen, symmetrisch angeordneten Punkten dargestellt und erinnern so eher an einen Rundschild mit kreisförmig angeordneten Nieten.

### Wanne im Obergeschoss

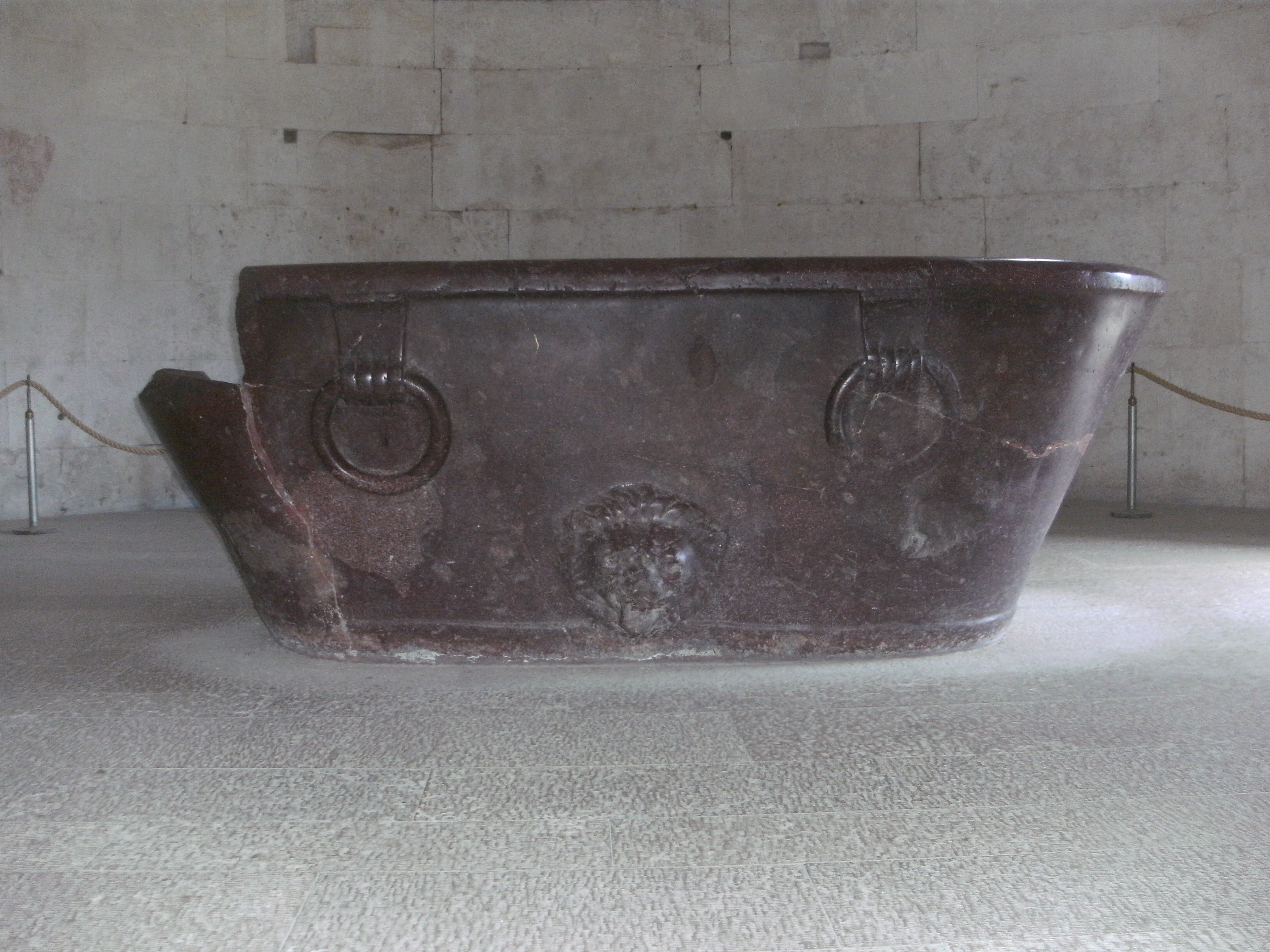
Vorderseite der Porphyr-Wanne, mit einem Flachrelief eines Löwenkopfs am unteren Wannenrand und zwei Flachreliefs mit dem Motiv eines Ankerrings am oberen Wannenrand.
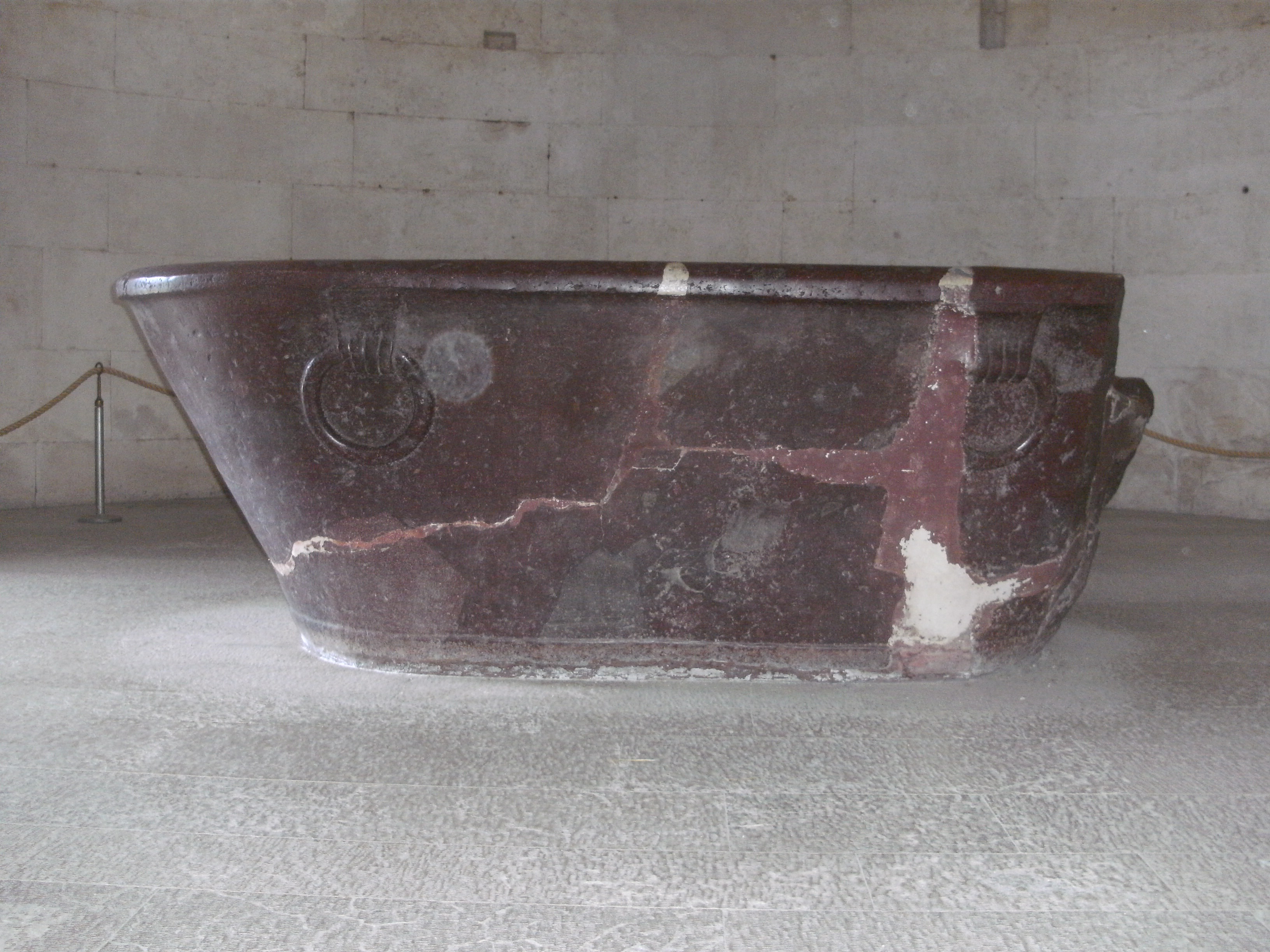
Rückseite der Wanne, mit zwei Flachreliefs mit dem Motiv eines Ankerrings zum Vertauen größerer Schiffe an einer Kaimauer.
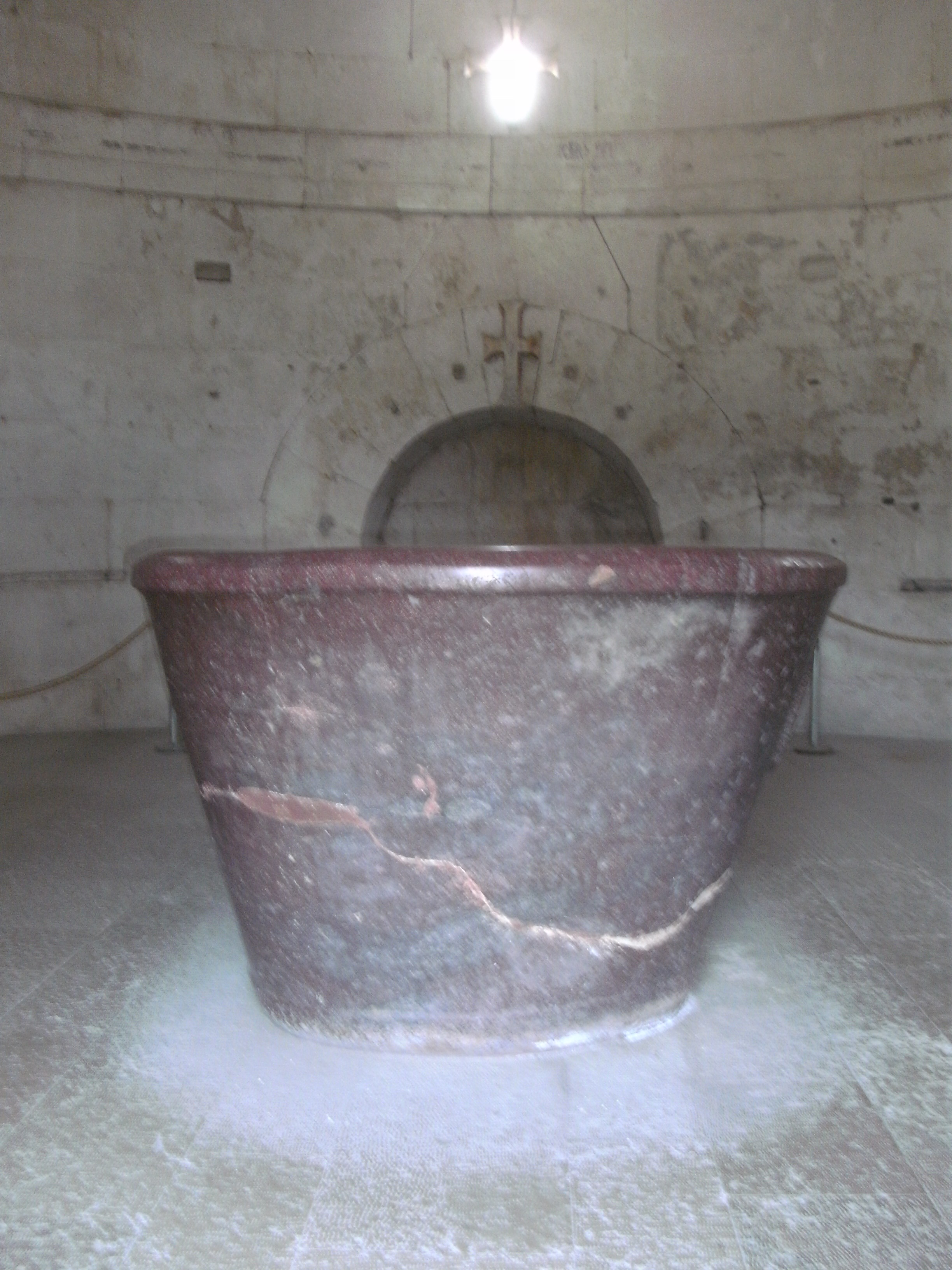
Das rechte Kopfende der Wanne. Im Hintergrund die Altarnische, darüber ein kreuzförmiger Lichtschacht.
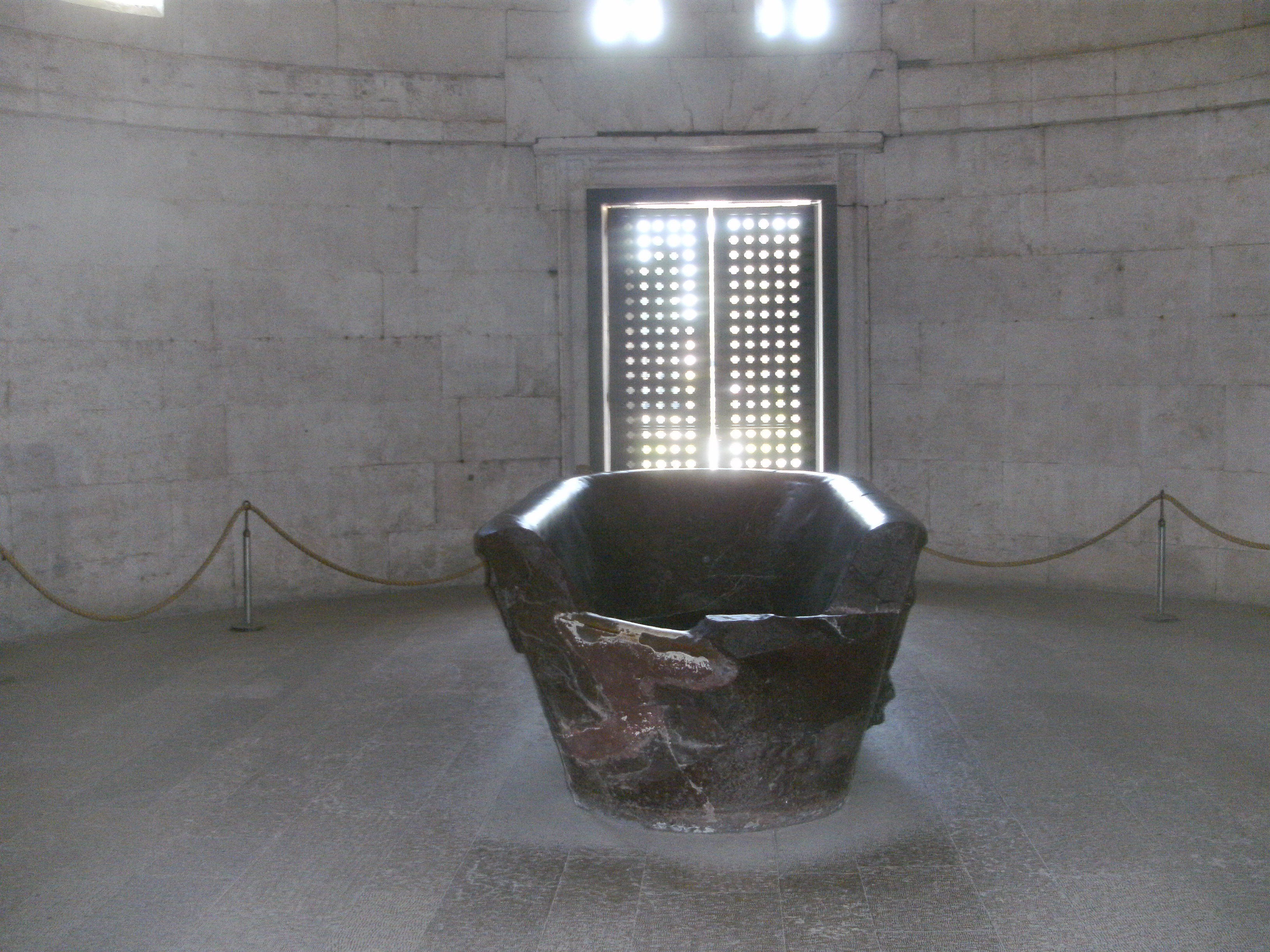
Das linke Kopfende der Wanne, von der Altarnische aus gesehen, im Hintergrund die Eingangstür des Kapellenraums.
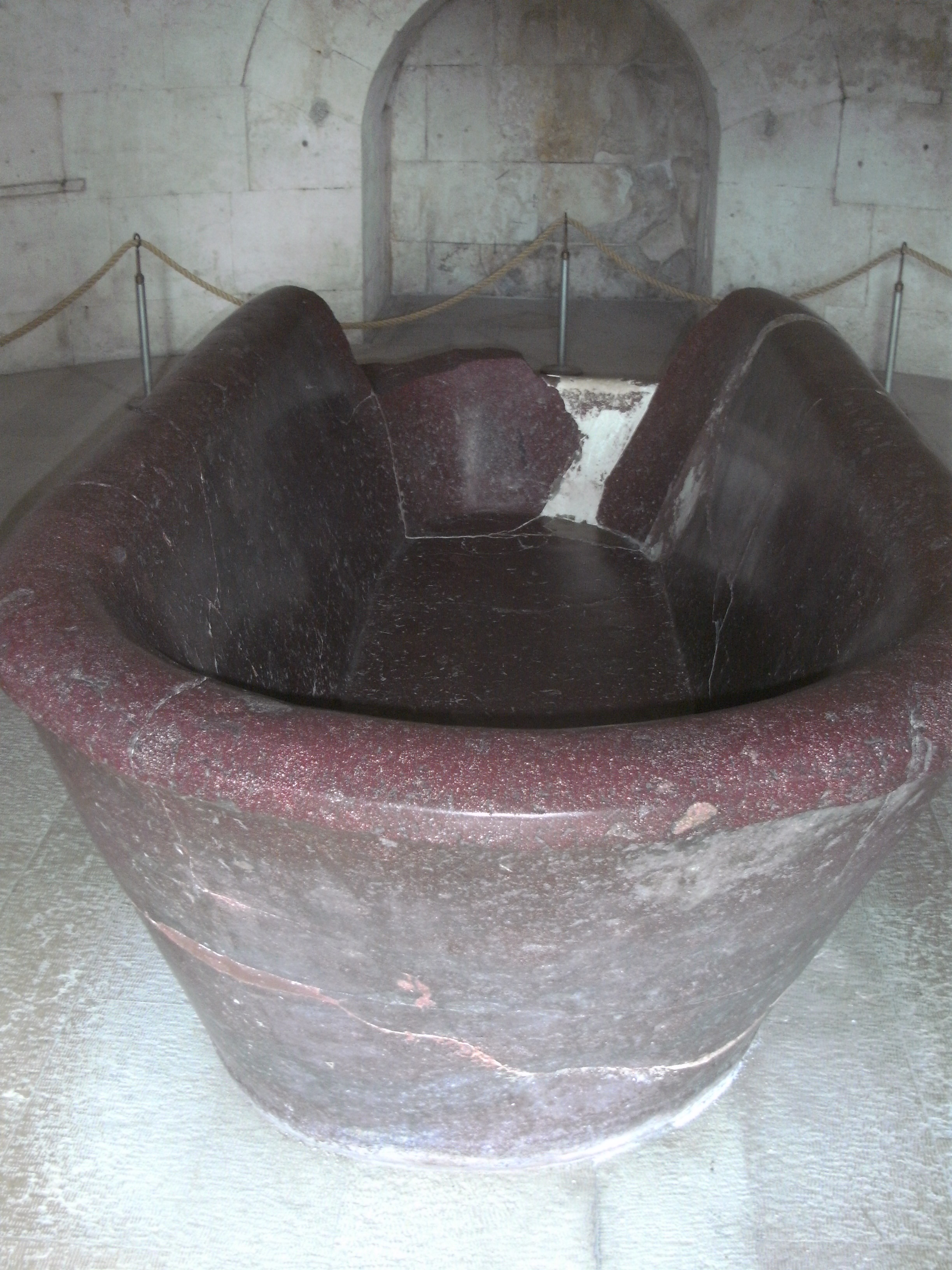
Innenraum der Wanne, vom rechten Kopfende aus schräg von oben gesehen, im Hintergrund die Altarnische.
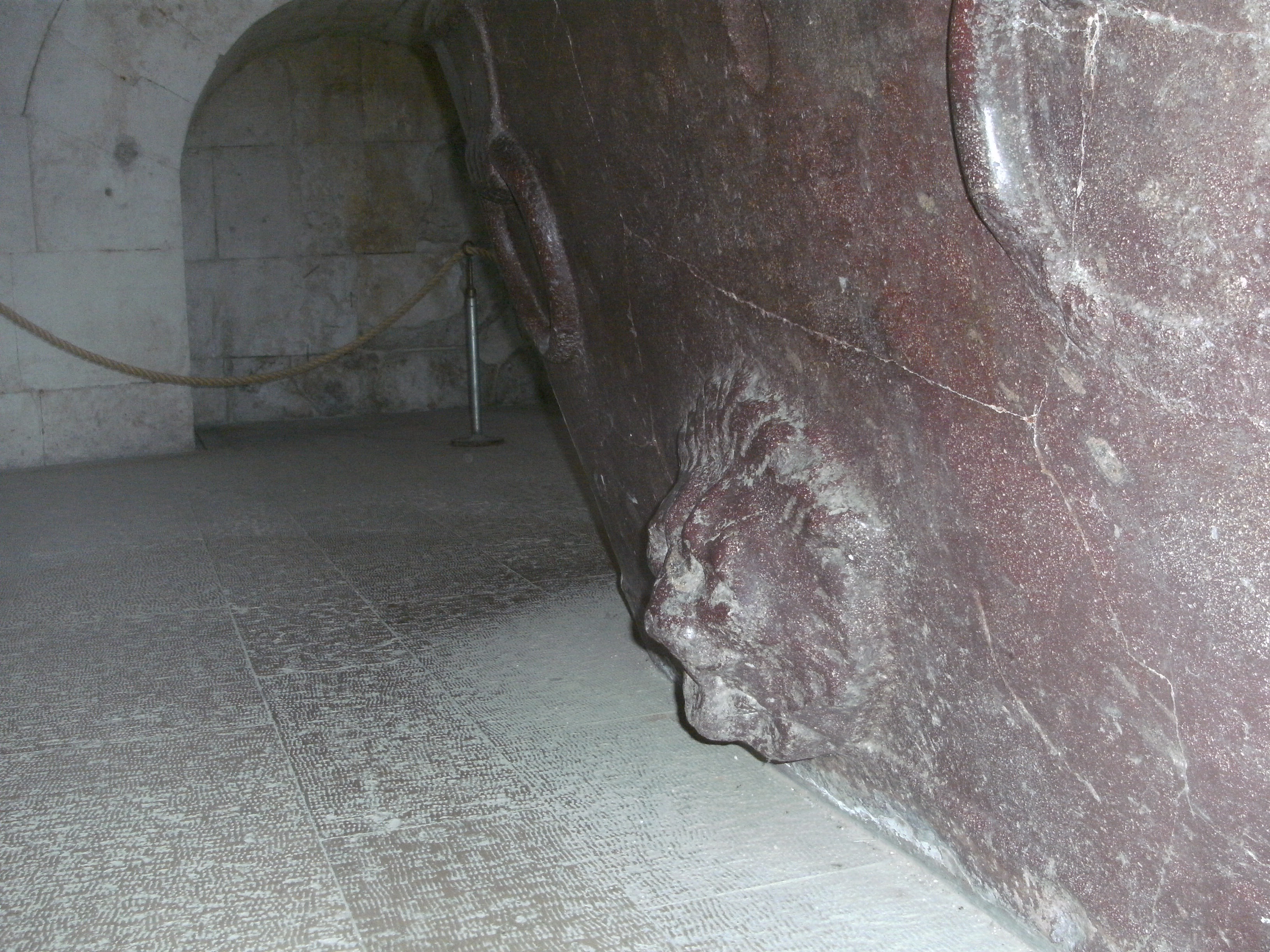
Löwenkopf am unteren Rand der Wanne, schräg von der Seite gesehen.

Im Zentrum des Steinfußbodens des Kapellenraums steht eine wuchtige, ca. 1,50 Meter breite, 1 Meter hohe und ursprünglich etwa 3 Meter lange Wanne aus Porphyr mit schrägen, ca. 16 Zentimeter dicken, innen und außen polierten Wänden. Der Neigungswinkel der beiden Seitenwände beträgt ca. 70°, der Neigungswinkel der beiden Kopfenden ca. 60°. Die Wanne war eine Zeitlang unten rechts vor dem sogenannten Palast Theoderichs eingemauert gewesen. Wie ein alter Stich zeigt, hatte die Wanne damals einen haubenförmigen Deckel. Das linke Kopfende der Wanne ist später offenbar stark beschädigt worden und wurde danach tiefer gelegt. Die Wanne weist an allen Seiten starke, von Stoßeinwirkungen und entsprechenden Absplitterungen herrührende großflächige Dellen mit einem Durchmesser von etwa 20 Zentimetern auf.
Die Wanne, die auf der Vorderseite zwei Flachreliefs von der Form eines großen Ankerrings und ein Flachrelief von der Form eines vorspringenden Löwenkopfs mit geöffnetem Maul aufweist und auf der Rückseite lediglich zwei Ankerring-Flachreliefs, steht flach auf dem Boden. Sie hat an ihrem Rand keine scharfen Kanten, sondern weist einen gleichmäßigen rundlichen Wulst von ca. 18 Zentimetern Breite auf, der um 1,5 Zentimeter über die Seitenwände hinausragt und offenbar den Sinn hat, einer Person, die in der Wanne sitzt und nasse Hände hat, beim Aufstehen einen festen Halt zu verschaffen. Der ca. 210 Zentimeter lange und 70 Zentimeter breite Wannenboden ist flach und poliert und weist an den beiden Kopfenden eine unregelmäßige halbkreisförmige Begrenzung auf. Die erwähnten kreisförmigen Begrenzungen des flachen Wannenbodens weisen an der der vorderen Wannenwand zugewandten Seite einen etwas größeren Radius auf als an der hinteren Wannenwand. Die beiden Begrenzungen wirken deshalb auf einen Betrachter, der in Längsrichtung in die Wanne hineinschaut, unsymmetrisch. Es scheint sich dabei nicht um einen Kunstfehler des Steinmetzes zu handeln, sondern die Wanne war allem Anschein nach von Anfang nicht längssymmetrisch geplant worden, sondern quersymmetrisch.
Der Innenraum der Wanne ist 65 cm tief; der flache Boden der 1 Meter hohen Wanne also ca. 35 Zentimeter dick. Die Tiefe der Wanne entspricht damit in etwa der Tiefe einer modernen Badewanne. Die vier an den Außenwänden dargestellten Ankerringe haben die Größe der Eisenringe, mit deren Hilfe früher an Kaimauern größere Schiffe vertaut wurden. Mit dieser Anspielung an eine Hafenmauer hatte der Hersteller der Wanne offenbar beabsichtigt, beim Betrachter die Assoziationen „Wasser“, „Wassertrog“ oder „Badewanne“ auszulösen. Der Grund dafür, weshalb der aus der Wannenwand vorspringende Löwenkopf etwas versteckt am unteren Wannenrand angebracht wurde, ist darin zu suchen, dass er dort dem Benutzer der Wanne nicht im Wege steht. Wäre er weiter höher angebracht, könnte der Benutzer leicht dagegenstoßen und sich verletzen.
Obwohl die Wanne alle Merkmale einer Badewanne und keine Insignien, Inschriften oder christlichen Symbole aufweist – und auch ihre künstlerische Ausführung bei weitem nicht das Niveau einiger erhaltener Sarkophage des 6. Jahrhunderts erreicht –, steht sie seit Jahrhunderten in dem Ruf, vielleicht der Sarkophag Theoderichs des Großen gewesen zu sein. Da der Wanne dieser Ruf vorauseilt, haben Bovini und Richard Delbrück die Frage, ob die Wanne längs- oder quersymmetrisch aufgebaut sei, offenbar gar nicht erst gestellt, sondern fälschlicherweise angenommen, dass sie – wie ein gewöhnlicher Sarkophag – längssymmetrisch ausgeführt sei und folglich an beiden Längsseiten ein Löwenkopf-Flachrelief aufweisen müsse. Ein Löwenkopf ist jedoch nur an einer der beiden Längsseiten der Wanne vorhanden.
Theoderich der Große hatte besonders befähigte Marmor-Steinmetze von Rom nach Ravenna beordert, und zwar vornehmlich für die Herstellung von Sarkophagen. Der im Obergeschoss des Mausoleums aufgestellten Wanne fehlen nicht nur die typischen Merkmale eines Sarkophags, sondern sie ist im Vergleich zu den kunstvoll verzierten Sarkophagen des 6. Jahrhunderts, die in Museen ausgestellt sind (z. B. Erzbischöfliches Museum in Ravenna), darüber hinaus auch ein recht mäßiges Kunstwerk. Soweit die Literatur darüber Auskunft gibt, stützt sich die Nachricht, die Wanne sei vielleicht als Grab Theoderichs des Großen benutzt worden, hauptsächlich auf einen Bericht von Andreas Agnellus (ca. 805–846) aus dem 9. Jahrhundert, demzufolge sie einmal im benachbarten Kloster gestanden haben soll, d. h. „zu Füßen des Grabmals selbst“.

### Reiterstandbild
Es gilt als sicher, dass Karl der Große ein vergoldetes Reiterstandbild aus Bronze von Italien nach Aachen bringen ließ, das dann offenbar in einer Nische des Atriums zwischen seinem Palast und der Pfalzkapelle in einer Gruppe anderer Statuen aufgestellt wurde. Dargestellt war ein überlebensgroßer nackter Krieger auf einem Pferd, der in der linken Hand einen Schild hielt und mit der rechten Hand eine Lanze schwang. In der Literatur wird diese Statue meistens als Reiterstandbild Theoderichs bezeichnet, obwohl wahrscheinlich ist, dass sie in Wahrheit den Kaiser Zeno darstellen sollte. Felix Dahn zufolge hatte das besagte Reiterstandbild zum Mausoleum Theoderichs gehört (also nicht zu seinem Palast, wie in der Literatur nicht selten behauptet wird). Vergoldet werden Skulpturen oder Symbole bekanntlich insbesondere dann, wenn sie für einen erhöhten Standort bestimmt sind und dort im Sonnenlicht weithin glänzen sollen – wie z. B. ein Kreuzsymbol auf einer Kirchturmspitze. Obgleich auch die Gestaltung in Überlebensgröße dafür spricht, dass dieses Reiterstandbild für einen erhöhten Standort konzipiert worden war, wird in der Literatur angegeben, dass es nicht auf dem Mausoleum gestanden habe, sondern davor, also vermutlich auf einer Säule.

### Spätere Verwendungszwecke

Kapelle S. Maria Rotonda auf einem Stich aus der Zeit vor 1844.

Kapelle S. Maria Rotonda um 1910 (vor Abbau der Freitreppen).

Um das Jahr 1000 herum wurde das Mausoleum Teil eines der hl. Maria geweihten Klosters des Benediktinerordens. Das Obergeschoss wurde von den Mönchen als Oratorium genutzt. Weil an das Mausoleum, das damals noch am Meer lag, ein Leuchtturm angebaut worden war, wurde das Kloster S. Maria ad farum genannt. Im Mittelalter wurde das Mausoleum eine so begehrte Grabstätte wie das Pantheon in Rom. Im Gruftraum wurden Sarkophage bedeutender Persönlichkeiten aufgestellt. Neben der ursprünglichen gotischen Nekropole entstand eine weitere, die während der letzten Jahrhunderte entdeckt wurde.
In einem der Sarkophage ruhte eine Zeitlang der Leichnam des Papstes Viktor II. (ca. 1020–1057), den Bewohner Ravennas 1057 bei der beabsichtigten Überführung des Toten von Arezzo an seinen früheren Bischofssitz Eichstätt in Bayern heimlich aus dem Totenzug herausgeholt hatten, um ihn in dem Mausoleum beizusetzen. Der Sarkophag wurde später ausgeraubt, und die Gebeine Viktors II. gelten seither als verschollen.
Von dem Leuchtturm, der einen viereckigen Grundriss hatte, gibt es seit dem 12. Jahrhundert keine Spuren mehr. Das Kloster wurde im 17. Jahrhundert zerstört. Bis zur Mitte des 18. Jahrhunderts wurde das Mausoleum dermaßen vernachlässigt, dass der untere Teil des Erdgeschosses infolge von Überschwemmungen durch den nahen Fluss Badareno weitgehend mit Erde bedeckt war.
In den Jahren 1774–1776 waren an das Obergeschoss, das als Kapelle S. Maria Rotonda genutzt wurde, zwei Freitreppen angebaut worden. Seit 1844 wurden Säuberungsarbeiten eingeleitet, um das Untergeschoss freizulegen, wobei man fast bis zum Fundament des Gebäudes vordrang. Dabei wurden zahlreiche Gräber gefunden. Nach der vollständigen Freilegung des Untergeschosses in den Jahren 1918–1919 wurde die Freitreppen wieder entfernt.

### Weltkulturerbe
Das Mausoleum ist zusammen mit mehreren frühchristlichen Kirchen in und um Ravenna seit 1996 Weltkulturerbe der UNESCO.

### Vorbild
Hinsichtlich seines Grundrisses hatte das Mausoleum Vorbildfunktion bei der Gestaltung des Bismarck-Mausoleums 1899 wie auch des Stettiner Bismarckturms im ersten Quartal des 20. Jahrhunderts durch den Architekten Wilhelm Kreis. Bereits der Bismarckturm in Jena (1906) und der Bismarckturm in Radebeul (1907), die Kreis entworfen hatte, zeigten stilistische Parallelen zum Grabmal Theoderichs.
1912 entwarf der Bildhauer Wilhelm Wandschneider in Anlehnung an Ravenna ein Mausoleum für die Gutsherrenfamilie Schlutius in Karow (Schlutius-Mausoleum).